# Список эпизодов телесериала «Офис»
Список эпизодов американского ситкома «Офис» телеканала NBC.

## Обзор сезонов
| Сезон | Сезон | Эпизоды | Оригинальная дата показа | Оригинальная дата показа |  | Зрители США (млн.) | Ранк | Ранк (18-49) |
| Сезон | Сезон | Эпизоды | Премьера сезона          | Финал сезона             |  | Зрители США (млн.) | Ранк | Ранк (18-49) |
| ----- | ----- | ------- | ------------------------ | ------------------------ |  | ------------------ | ---- | ------------ |
|       | 1     | 6       | 24 марта 2005            | 26 апреля 2005           |  | 5.4                | 102  | 45           |
|       | 2     | 22      | 20 сентября 2005         | 11 мая 2006              |  | 8.0                | 67   | 29           |
|       | 3     | 25      | 21 сентября 2006         | 17 мая 2007              |  | 8.3                | 68   | 27           |
|       | 4     | 19      | 27 сентября 2007         | 15 мая 2008              |  | 8.0                | 77   | 27           |
|       | 5     | 28      | 27 сентября 2008         | 14 мая 2009              |  | 9.0                | 52   | 11           |
|       | 6     | 26      | 17 сентября 2009         | 20 мая 2010              |  | 7.8                | 52   | 15           |
|       | 7     | 26      | 23 сентября 2010         | 19 мая 2011              |  | 7.7                | 53   | 16           |
|       | 8     | 24      | 22 сентября 2011         | 10 мая 2012              |  | 6.5                | 87   | 35           |
|       | 9     | 25      | 20 сентября 2012         | 16 мая 2013              |  | 5.1                | 94   | 43           |

## Список серий

### Сезон 1 (2005)
Сезон выходил в эфир с 24 марта и по 26 апреля 2005 года. Главная сюжетная линия позаимствована у одноимённого британского телесериала, но лишь пилотная серия повторяла сюжет одной из серий этого шоу.
В сезоне представлены основные персонажи и указана главная тема сериала — команда документалистов снимает жизнь работников вымышленной бумажной компании Dunder Mifflin. В пародийно-документальном стиле показан Майкл Скотт, региональный менеджер филиала в Скрентоне, и его попытки убедить съёмочную группу в том, что он руководит весёлым и преуспевающим офисом. Тем временем торговый представитель Джим Халперт ищет способы подколоть своего противного коллегу-всезнайку Дуайта Шрута. Секретарша Пэм Бисли старается справиться с бесчувственностью и неудачами Майкла, а временный сотрудник Райан Ховард в основном наблюдает за офисным безумием.
| № общий | № в сезоне | Название                        | Режиссёр      | Автор сценария                               | Дата премьеры  | Произв. код | Зрители в США (млн) |
| --- | ---------- | ------------------------------- | ------------- | -------------------------------------------- | -------------- | ----------- | ------------------- |
| 1 | 1          | «Pilot» «Пилот»                 | Кен Куопис    | Рики Джервейс, Стивен Мерчант и Грег Дэниелс | 24 марта 2005  | 1001        | 11.20               |
| Съемочная группа документального фильма приезжает в офис Dunder Mifflin в Скрэнтоне, штат Пенсильвания, чтобы понаблюдать за сотрудниками и узнать о современном менеджменте. Региональный менеджер Майкл Скотт (Стив Карелл) пытается нарисовать радостную картину перед лицом возможного сокращения штата в компании. В офис также временно нанимается новый сотрудник Райан Ховард (Би Джей Новак), в то время как продавец Джим Халперт (Джон Красински) подшучивает над коллегой-продавцом Дуайтом Шрутом (Рэйн Уилсон), к большому удовольствию секретарши Пэм Бизли (Дженна Фишер). |            |                                 |               |                                              |                |             |                     |
| 2 | 2          | «Diversity Day» «День различий» | Кен Куопис    | Б. Дж. Новак                                 | 29 марта 2005  | 1002        | 6.00                |
| Скандальная имитация Майклом образа жизни Криса Рока вынуждает персонал пройти семинар по расовому разнообразию. Консультант (приглашенная звезда Ларри Уилмор) приезжает, чтобы рассказать сотрудникам о толерантности и разнообразии, но Майкл настаивает на том, чтобы поделиться своими собственными знаниями, раздражая как консультанта, так и весь персонал офиса, и организует свой собственный семинар по разнообразию. В конце концов, он выдает каждому сотруднику карточку с указанием его расы, в результате чего страсти постепенно накаляются, пока, наконец, не вспыхивают. Тем временем Джим изо всех сил пытается продлить выгодный контракт, но Дуайт сам заключает сделку. Тем не менее, когда Пэм засыпает на плече Джима в конце встречи, он приходит к выводу, что это был "неплохой день". |            |                                 |               |                                              |                |             |                     |
| 3 | 3          | «Health Care» «Здравоохранение» | Кен Уиттингем | Пол Либерштейн                               | 5 апреля 2005  | 1006        | 5.80                |
| Стремясь сэкономить деньги и предотвратить сокращение штата, Майкл поручает Дуайту выбрать новый план медицинского обслуживания в компании. Выбранный Дуайтом план сокращает льготы, к большому огорчению других сотрудников. В попытке задобрить их, Майкл обещает всему офису сюрприз, а затем проводит остаток дня, пытаясь выполнить свое обещание. Сотрудники ждут сюрприза от Майкла, который, как ни странно, он так и не преподносит. Тем временем Джим и Пэм развлекаются с медицинскими бланками Дуайта. |            |                                 |               |                                              |                |             |                     |
| 4 | 4          | «The Alliance» «Альянс»         | Брайан Гордон | Майкл Шур                                    | 12 апреля 2005 | 1004        | 5.40                |
| По мере распространения слухов о сокращении штата сотрудников охватывает паранойя. Дуайт заключает с Джимом союз в стиле "Выживший" против других сотрудников, позже присоединяя к нему Пэм. Тем временем Майкл устраивает вечеринку по случаю дня рождения представителя по связям с поставщиками Мередит Палмер (Кейт Фланнери), которая поднимает моральный дух, хотя до ее дня рождения остается больше месяца. Майкл мучительно сочиняет идеальное поздравление на ее поздравительной открытке, и в конце концов его шутка (и последующие отвергнутые шутки) проваливаются, портя праздник. |            |                                 |               |                                              |                |             |                     |
| 5 | 5          | «Basketball» «Баскетбол»        | Грег Дэниелс  | Грег Дэниелс                                 | 19 апреля 2005 | 1005        | 5.00                |
| Майкл и офисный персонал играют в баскетбол с рабочими склада. Руководствуясь расистскими и сексистскими идеалами, Майкл предпочитает многих менее квалифицированных офисных работников их более спортивным сверстникам. Майкл заявляет о "вопиющем персональном преднамеренном нарушении правил", останавливает игру и объявляет свою команду победителями. Руководство склада считает это решение несправедливым, а Майкл сдается под давлением и признает победу за персоналом склада. В конце концов Майкл сообщает сотрудникам офиса, что они могут не приходить и в субботу, но это их мало успокаивает: "Как будто дополнительный рабочий день помешает нам сократить штат". |            |                                 |               |                                              |                |             |                     |
| 6 | 6          | «Hot Girl» «Горячая девушка»    | Эми Хекерлинг | Минди Калинг                                 | 26 апреля 2005 | 1003        | 4.80                |
| Когда привлекательная продавщица сумочек по имени Кэти (Эми Адамс) приходит в офис, Майкл и Дуайт открыто соперничают за ее внимание. Тем временем корпоративный офис выделяет 1000 долларов в качестве приза лучшему офисному продавцу, но Майкл тратит эти деньги на кофемашину для приготовления эспрессо, пытаясь произвести впечатление на Кэти. Однако в конце концов она уходит с Джимом, что расстраивает и Майкла, и Дуайта. |            |                                 |               |                                              |                |             |                     |

### Сезон 2 (2005—2006)
Премьера второго сезона «Офиса» в США состоялась 20 сентября 2005 года, сезон закончился 11 мая 2006 года. Во втором сезоне начал развиваться сюжет — компания со страхом ожидала сокращения. А также началось постепенное повествование о новых персонажах, в частности таких, как Дуайт Шрут. В основном сюжет сезона крутился вокруг отношений Пэм и Джима. Майкл завёл роман со своим боссом, Джен Левинсон. Джим начинает проявлять всё более тёплые чувства к Пэм, которая и так состоит в нелёгких отношениях со своим женихом, Роем.
| № общий | № в сезоне | Название                                          | Режиссёр         | Автор сценария                | Дата премьеры    | Произв. код | Зрители в США (млн) |
| --- | ---------- | ------------------------------------------------- | ---------------- | ----------------------------- | ---------------- | ----------- | ------------------- |
| 7 | 1          | «The Dundies» «Данди»                             | Грег Дэниелс     | Минди Калинг                  | 20 сентября 2005 | 2003        | 9.00                |
| Майкл Скотт, региональный менеджер Dunder Mifflin, объявляет, что настало время для ежегодной премии Dundie Awards, которую сотрудники терпеть не могут из-за оскорбительных отзывов Майкла о наградах, которыми он их награждает. На церемонии награждения секретарша Пэм Бизли отчитывает своего жениха Роя Андерсона, одного из работников склада, за то, что он настаивает на том, чтобы они ушли, и позже она напивается. Майкл становится неуклюжим ведущим и регулярно вручает им неловкие награды.                                                                                     |            |                                                   |                  |                               |                  |             |                     |
| 8 | 2          | «Sexual Harassment» «Сексуальные домогательства»  | Кен Куопис       | Б. Дж. Новак                  | 27 сентября 2005 | 2002        | 7.13                |
| Штаб-квартира корпорации поручает представителю отдела кадров Тоби Флендерсону провести в филиале компании в Скрэнтоне проверку политики компании в отношении сексуальных домогательств. Компания также направляет в Скрэнтон юриста. Майкл опасается, что это помешает ему сохранить "спокойный офис", но позже понимает, что адвокат был послан для его защиты. |            |                                                   |                  |                               |                  |             |                     |
| 9 | 3          | «Office Olympics» «Офисная Олимпиада»             | Пол Фиг          | Майкл Шур                     | 4 октября 2005   | 2004        | 8.30                |
| Майкл и коммивояжер Дуайт Шрут уезжают, чтобы заключить сделку по продаже нового кондоминиума Майкла. Майкл встречается со своим риэлтором Кэрол Стиллс, но начинает нервничать, когда понимает, сколько времени потребуется, чтобы расплатиться за его квартиру. От скуки секретарша Пэм и продавец Джим Халперт придумывают офисную олимпиаду, в которой их коллеги соревнуются в различных играх, используя канцелярские принадлежности. Возвращение Майкла и Дуайта останавливает мероприятие, но Джим отдает золотую медаль Майклу за то, что он закрыл сделку по покупке своей квартиры. |            |                                                   |                  |                               |                  |             |                     |
| 10 | 4          | «The Fire» «Пожар»                                | Кен Куопис       | Б. Дж. Новак                  | 11 октября 2005  | 2001        | 7.60                |
| Пожар в офисе вынуждает сотрудников эвакуироваться из здания. Чтобы скоротать время, сотрудники играют в игры и узнают больше друг о друге. Выясняется, что Джим встречается с продавщицей сумочек Кэти Мур, что, похоже, беспокоит Пэм. Тем временем Майкл пытается стать наставником временного работника Райана Ховарда, но обнаруживает, что Райан более образован, чем он сам. Дуайт начинает ревновать к тому вниманию, которое Майкл уделяет Райану. В конце концов выясняется, что Райан случайно вызвал пожар, и Дуайт в восторге.                                                    |            |                                                   |                  |                               |                  |             |                     |
| 11 | 5          | «Halloween» «Хэллоуин»                            | Пол Фиг          | Грег Дэниелс                  | 18 октября 2005  | 2006        | 8.00                |
| Сокращение штата привело к тому, что штаб-квартира корпорации приказала Майклу уволить кого-то к концу октября. Майкл тянул время до Хэллоуина, но так и не решил, кого уволить. Когда Майкл решает уволить представителя по обеспечению качества Крида Брэттона, Криду удается убедить его уволить вместо него представителя по связям с поставщиками Девона Уайта. |            |                                                   |                  |                               |                  |             |                     |
| 12 | 6          | «The Fight» «Борьба»                              | Кен Куопис       | Джин Ступницки и Ли Айзенберг | 1 ноября 2005    | 2007        | 7.90                |
| Майкл и Дуайт вступают в спор о том, кто из них сможет победить другого в драке. Они решают уладить этот вопрос, устроив разборку в местном додзе. После комедийной драки Майкл, наконец, выходит победителем. В течение всего дня они были холодны друг к другу, пока Майкл в знак доброй воли не назначил Дуайта помощником регионального менеджера. |            |                                                   |                  |                               |                  |             |                     |
| 13 | 7          | «The Client» «Клиент»                             | Грег Дэниелс     | Пол Либерштейн                | 8 ноября 2005    | 2005        | 7.50                |
| Майкл и вице-президент по продажам на Северо-востоке Джен Левинсон встречаются с важным клиентом. Майкл раздражает Джен своими выходками и отказом говорить о бизнесе, но они с клиентом находят общий язык, и он заключает сделку. Джен настолько впечатлена, что проводит ночь с Майклом. Вернувшись в офис, сотрудники находят сценарий, написанный Майклом, и разыгрывают его. |            |                                                   |                  |                               |                  |             |                     |
| 14 | 8          | «Performance Review» «Анализ Эффективности»       | Пол Фиг          | Ларри Уилмор                  | 15 ноября 2005   | 2009        | 8.00                |
| Майкл совещается с сотрудниками во время их ежегодных проверок эффективности, в то время как сам беспокоится о предстоящей проверке своей работы с Джен. Он берет советы из ящика для предложений о том, как стать лучше, но попытка заканчивается катастрофой, когда Джен обнаруживает, что Майкл рассказал своим сотрудникам об их романтической встрече. |            |                                                   |                  |                               |                  |             |                     |
| 15 | 9          | «Email Surveillance» «Почтовый надзорный»         | Пол Фиг          | Дженнифер Челотта             | 22 ноября 2005   | 2008        | 8.10                |
| Джим устраивает вечеринку у себя дома, но не пригласил Майкла, который узнает об этом, когда начинает следить за электронной почтой своих сотрудников. Пэм начинает замечать, что Дуайт и бухгалтер Анджела Мартин вступают в странные отношения, и подозревает, что у них есть отношения, но отвергает эту идею, сравнив ее с дружбой с Джимом. Тем временем, не в силах отвлечься на урок импровизационной комедии, Майкл приходит на вечеринку к Джиму. |            |                                                   |                  |                               |                  |             |                     |
| 16 | 10         | «Christmas Party» «Рождественский вечер»          | Чарльз Макдугалл | Майкл Шур                     | 6 декабря 2005   | 2010        | 9.70                |
| Рождественская вечеринка в офисе превращается в катастрофу, когда Майкл решает дать всем сотрудникам возможность красть подарки от тайного Санты друг у друга. Пока Майкл пытается раздобыть подарок получше, остальные сотрудники пытаются выиграть iPod, который Майкл изначально купил для Райана. Видя, что его идея испортила вечеринку, Майкл покупает алкоголь для всех. |            |                                                   |                  |                               |                  |             |                     |
| 17 | 11         | «Booze Cruise» «Круиз»                            | Кен Куопис       | Грег Дэниелс                  | 5 января 2006    | 2013        | 8.70                |
| Майкл арендует лодку для ежегодного мотивационного круиза, где он раздражает капитана своими выходками. Пьяный Рой публично назначает дату свадьбы, не посоветовавшись со своей невестой Пэм. Это заставляет опечаленного Джима осознать, что он все еще влюблен в Пэм, и он расстается со своей девушкой Кэти. Джим раскрывает Майклу свои чувства к Пэм, но скрывает тот факт, что он все еще любит ее. |            |                                                   |                  |                               |                  |             |                     |
| 18 | 12         | «The Injury» «Ущерб»                              | Брайан Гордон    | Минди Калинг                  | 12 января 2006   | 2011        | 10.30               |
| Майкл обжег ногу о гриль Джорджа Формана, находясь у себя дома. Он просит, чтобы один из сотрудников офиса приехал за ним домой. Дуайт вызвался добровольцем, но разбил свою машину. Дуайт получил сотрясение мозга, но это выявило его добродушие, и он был добр и помогал другим сотрудникам. Позже Джим отвозит Майкла и Дуайта в больницу. |            |                                                   |                  |                               |                  |             |                     |
| 19 | 13         | «The Secret» «Секрет»                             | Денни Гордон     | Ли Айзенберг и Джин Ступницки | 19 января 2006   | 2014        | 8.70                |
| Джим начинает нервничать, когда Майкл почти признается, что влюблен в Пэм. Он просит Майкла никому не говорить, но секрет все равно выплывает наружу. Затем Джим говорит Пэм, что был влюблен в нее много лет назад, но делает вид, что это закончилось, когда он узнал, что она помолвлена. Тем временем бухгалтер Оскар Мартинес сказался больным, что побудило Дуайта шпионить за ним, чтобы выяснить, говорит ли он правду. Проведенное им расследование показывает, что Оскар гей, но Дуайт этого не замечает.                                                                            |            |                                                   |                  |                               |                  |             |                     |
| 20 | 14         | «The Carpet» «Ковёр»                              | Виктор Нелли мл. | Пол Либерштейн                | 26 января 2006   | 2012        | 8.60                |
| Майкл обнаруживает, что кто-то испражнился в его офисе. Он подозревает, что один из его сотрудников сделал это из ненависти, что заставляет его начать испытывать неприязнь к ним. Позже он понимает, что это сделал его "лучший друг", коммивояжер Тодд Пэкер, и сразу же находит юмор в этом поступке. |            |                                                   |                  |                               |                  |             |                     |
| 21 | 15         | «Boys and Girls» «Мальчики и Девочки»             | Денни Гордон     | Б. Дж. Новак                  | 2 февраля 2006   | 2015        | 5.42                |
| Джен приезжает в Скрэнтон, чтобы провести семинар для женщин в офисе. Майкл расстраивается, когда его обделяют вниманием, и решает провести свой собственный семинар для мужчин. Когда он пытается объединить сотрудников в профсоюз, угроза Джен подать в суд сводит все попытки на нет. Позже, после того как Джен рекомендует Пэм поступить на курсы графического дизайна, Рой уговаривает ее не идти на это. |            |                                                   |                  |                               |                  |             |                     |
| 22 | 16         | «Valentine's Day» «День Святого Валентина»        | Грег Дэниелс     | Майкл Шур                     | 9 февраля 2006   | 2016        | 8.95                |
| В День Святого Валентина Майкл отправляется в Нью-Йорк на встречу с менеджерами филиалов и новым финансовым директором компании Дэвидом Уоллесом. Майкл рассказывает другим менеджерам филиалов, что у них с Джен роман, и недовольный менеджер позже сообщает об этом Дэвиду. Майклу удается сохранить работу и себе, и Джен, когда он говорит Дэвиду, что тот пошутил. В офисе парень продавщицы Филлис присылает ей множество подарков, а Дуайт и Анджела тайно обмениваются своими подарками.                                                                                              |            |                                                   |                  |                               |                  |             |                     |
| 23 | 17         | «Dwight's Speech» «Выступление Дуайта»            | Чарльз Макдугалл | Пол Либерштейн                | 2 марта 2006     | 2017        | 8.40                |
| Дуайта называют лучшим продавцом в Dunder Mifflin, и ему предоставляется честь выступить на конференции коммивояжеров. Он начинает нервничать, и Джим "помогает", цитируя Дуайта из речей противоречивых личностей. На съезде Дуайт начинает нервничать, но после неудачной попытки Майкла развлечь толпу Дуайт выходит на трибуну и произносит зажигательную речь. |            |                                                   |                  |                               |                  |             |                     |
| 24 | 18         | «Take Your Daughter to Work Day» «День ребёнка»   | Виктор Нелли мл. | Минди Калинг                  | 16 марта 2006    | 2018        | 8.80                |
| Сотрудники приводят своих дочерей на ежегодный день "Возьми свою дочь на работу". Майклу доставляет удовольствие общаться с детьми, особенно с Сашей, дочерью Тоби, и это помогает ему осознать, что он хочет иметь семью. Дочь-подросток продавца Стэнли Хадсона, похоже, заинтересовалась Райаном, и Стэнли сделал Райану выговор за это после того, как представитель службы поддержки клиентов Келли Капур ввела Стэнли в заблуждение относительно их разговора. |            |                                                   |                  |                               |                  |             |                     |
| 25 | 19         | «Michael's Birthday» «День рождения Майкла»       | Кен Уиттингем    | Джин Ступницки и Ли Айзенберг | 30 марта 2006    | 2019        | 7.80                |
| Майкл радуется своему дню рождения, но все остальные сотрудники офиса сосредоточены на бухгалтере Кевине Мэлоуне, который ожидает результатов теста на рак кожи. Джим и Пэм уходят, чтобы купить что-нибудь, чтобы утешить Кевина, а позже в тот же день весь персонал отправляется на каток. Там Майкл встречает своего риэлтора Кэрол и производит хорошее впечатление, развлекая ее детей. Результаты анализов Кевина на рак оказались отрицательными. |            |                                                   |                  |                               |                  |             |                     |
| 26 | 20         | «Drug Testing» «Тест на наркотики»                | Грег Дэниелс     | Дженнифер Челотта             | 27 апреля 2006   | 2022        | 7.80                |
| Дуайт находит на парковке остатки косяка и начинает расследование, чтобы найти владельца. После того, как никто не признается, он назначает тест на наркотики. Майкл, обеспокоенный тем, что он не пройдет, требует у Дуайта чашку чистой мочи. Дуайт в смятении, но уступает требованию Майкла, а затем уходит в отставку с поста добровольного помощника шерифа за нарушение присяги. |            |                                                   |                  |                               |                  |             |                     |
| 27 | 21         | «Conflict Resolution» «Урегулирование конфликтов» | Чарльз Макдугалл | Грег Дэниелс                  | 4 мая 2006       | 2020        | 7.40                |
| Майкл узнает, что Тоби хранит файлы, в которых подробно описаны все жалобы сотрудников друг на друга. Рассерженный тем, что споры не были разрешены, Майкл зачитывает их вслух, что поднимает старые конфликты и вызывает у сотрудников горечь и гнев. Встреча Дуайта и Джима, на которой они решают конфликт, заставляет последнего задуматься о ситуации на работе. Разгневанная тем, что кто-то пожаловался на планирование ее свадьбы, Пэм пытается выяснить, кто это был. |            |                                                   |                  |                               |                  |             |                     |
| 28 | 22         | «Casino Night»† «Ночное казино»                   | Кен Куопис       | Стив Карелл                   | 11 мая 2006      | 2021        | 7.60                |
| Майкл устраивает благотворительный вечер в казино, но по неосторожности приглашает двух девушек - своего босса Джен Левинсон и риэлтора Кэрол Стиллс. В итоге у них с Кэрол завязываются отношения. Джен реагирует спокойно, но позже уходит пораньше, прихватив сумку с вещами на ночь, сказав, что собиралась остаться с Майклом. Джим подумывает о переводе в другой филиал, но не решается сказать, почему именно. На вечере в казино Джим наконец признается Пэм, что влюблен в нее. Сначала Пэм утверждает, что не испытывает того же чувства, но позже они целуются.                    |            |                                                   |                  |                               |                  |             |                     |

### Сезон 3 (2006—2007)
Премьера третьего сезона состоялась 21 сентября 2006 года, сезон завершился 17 мая 2007 года. Он содержал в себе 25 эпизодов, включая два двухчасовых выпуска. Также в съёмках принимали участие режиссёры Дж. Дж. Абрамс, Джосс Уидон и Гарольд Рамис. По ходу сезона Джим Халперт переезжает из Скрентона в Стемфорд, также зрители знакомятся с новыми персонажами: Карен Филипелли и Энди Бернард (Эд Хелмс) (оба из филиала Стемфорда). В дальнейшем Эд Хелмс стал постоянным персонажем сериала. По-прежнему рассматривается грядущее возможное сокращение компании, но во второй половине сезона преобладает тема межофисных отношений.
| № общий | № в сезоне | Название                                       | Режиссёр        | Автор сценария                           | Дата премьеры    | Произв. код | Зрители U.S. (млн) |
| --- | ---------- | ---------------------------------------------- | --------------- | ---------------------------------------- | ---------------- | ----------- | ------------------ |
| 29 | 1          | «Gay Witch Hunt» «Охота на геев»               | Кен Куопис      | Грег Дэниелс                             | 21 сентября 2006 | 3001        | 9.11               |
| С момента окончания второго сезона прошли месяцы. Джим перевелся в Стэмфордский филиал, а Пэм разорвала помолвку с Роем. Майкл узнает, что Оскар гей, и вместе с Дуайтом связывается с Джимом по поводу покупки аппарата "гейдар", чтобы выяснить, кто еще в офисе гей. Майкл случайно выдает Оскара всем. Чувствуя себя плохо, Майкл устраивает встречу по гомосексуальности, на которой пытается представить себя непредубежденным и прогрессивным человеком, и в итоге заставляет Оскара поцеловать его. В результате Дандер Миффлин предоставляет Оскару трехмесячный оплачиваемый отпуск и служебный автомобиль. Тем временем Джим пытается приспособиться к жизни в филиале в Стэмфорде со своими новыми коллегами Энди и Карен. Попытки Джима сделать из Энди "нового Дуайта" терпят неудачу, когда Энди бурно реагирует на шутку Джима с желе. |            |                                                |                 |                                          |                  |             |                    |
| 30 | 2          | «The Convention» «Собрание»                    | Кен Уиттингем   | Джин Ступницки и Ли Айзенберг            | 28 сентября 2006 | 3006        | 7.78               |
| Майкл и Дуайт отправляются на конференцию по продажам в Филадельфию, где знакомятся с Джошем, менеджером Dunder Mifflin Stamford, и Джимом. Майкл чувствует угрозу со стороны Джоша и пытается превзойти его, устраивая вечеринку в его гостиничном номере. Когда никто не появился, Джим сжалился над Майклом и сказал ему, что он хороший начальник и не из-за этого уехал из Скрэнтона. Тем временем Келли назначает Пэм свидание вслепую, которое проходит неудачно. В итоге Майкл совершает крупную сделку, не прилагая особых усилий. |            |                                                |                 |                                          |                  |             |                    |
| 31 | 3          | «The Coup» «Переворот»                         | Грег Дэниелс    | Пол Либерштейн                           | 5 октября 2006   | 3002        | 8.89               |
| Управленческая тактика Майкла приводит к тому, что Анджела и Дуайт вступают в сговор с целью занять его место. Дуайт встречается с Джен, которая, выслушав предложения Дуайта, позже звонит Майклу, чтобы сообщить, что его собственные сотрудники в заговоре против него. Майкл сообщает Дуайту, что Джен назначила его региональным менеджером, пытаясь заставить Дуайта признаться. Однако Дуайт немедленно вступает во владение офисом и начинает проводить радикальные изменения. Майкл, не в силах сдержать свой гнев, признается Дуайту, что ему все известно. Дуайт просит прощения и предлагает постирать его вещи, чтобы загладить свою вину. Тем временем в "Дандер Миффлин Стэмфорд" Джош использует управленческую тактику, включающую игру в Call of Duty в качестве упражнения по сплочению команды. К сожалению, Джим не слишком компетентен в игре. |            |                                                |                 |                                          |                  |             |                    |
| 32 | 4          | «Grief Counseling» «Скорбное собрание»         | Роджер Найгард  | Дженнифер Челотта                        | 12 октября 2006  | 3003        | 8.83               |
| Майкл узнает, что его бывший босс Эд Трак умер. Видя, что его сотрудники не потрясены этой новостью, Майкл начинает задумываться о своей собственной смертности. Во время траура Майкл узнает, что птица погибла, влетев в окно, и он решает устроить похороны птицы позже в тот же день. Тем временем в "Дандер Миффлин Стэмфорд" Джим и Карен отправляются на поиски любимых картофельных чипсов Карен. |            |                                                |                 |                                          |                  |             |                    |
| 33 | 5          | «Initiation» «Посвящение»                      | Рэндолл Айнхорн | Б. Дж. Новак                             | 19 октября 2006  | 3005        | 8.46               |
| Дуайт приглашает Райана на семейную свекловичную ферму Шрутов на посвящение перед его первым звонком по продажам. Посвящение, включающее в себя странные формы дедовщины и причудливые притчи, злит Райана, который не совершает продажу. Вернувшись в офис, Джен просит Пэм задокументировать действия Майкла за день. Майкл, ничего не замечая, проводит большую часть дня в очереди за бесплатными крендельками в вестибюле. |            |                                                |                 |                                          |                  |             |                    |
| 34 | 6          | «Diwali» «Дивали»                              | Мигель Артета   | Минди Калинг                             | 2 ноября 2006    | 3004        | 8.81               |
| Келли приглашает весь персонал на празднование Дивали, индуистского фестиваля света. На фестивале Майкл, вдохновленный разговором с родителями Келли об индуистских брачных обычаях, делает импровизированное предложение своей девушке Кэрол. Кэрол отвергает его и уходит без Майкла. В Стэмфорде Джим, Энди и Карен задерживаются допоздна, чтобы подсчитать продажи. Энди и Джим пьют, чтобы скоротать время, из-за чего Карен приходится отвозить пьяного Джима домой. |            |                                                |                 |                                          |                  |             |                    |
| 35 | 7          | «Branch Closing»† «Закрытие филиала»           | Такер Гейтс     | Майкл Шур                                | 9 ноября 2006    | 3007        | 8.05               |
| Джен сообщает Майклу, что совет директоров Dunder Mifflin проголосовал за закрытие филиала в Скрэнтоне и за то, чтобы филиал в Стэмфорде поглотил остатки Скрэнтона. Майкл объявляет об этом в офисе, побуждая сотрудников планировать свое будущее. Майкл, в последней отчаянной попытке спасти свой филиал, уезжает с Дуайтом, чтобы удивить финансового директора Дэвида Уоллеса у него дома. Они ждут снаружи весь день, но Дэвид так и не появляется, и они смиряются с поражением. Однако Джош, региональный менеджер филиала в Стэмфорде, объявляет, что уходит из компании, чтобы устроиться на другую работу, и принимается решение о поглощении филиалом в Скрэнтоне филиала в Стэмфорде. Майкл и Дуайт радуются, полагая, что именно они внесли изменения. |            |                                                |                 |                                          |                  |             |                    |
| 36 | 8          | «The Merger»† «Слияние»                        | Кен Уиттингем   | Брент Форрестер                          | 16 ноября 2006   | 3008        | 8.63               |
| В связи с закрытием "Дандер Миффлин Стэмфорд" шесть сотрудников (Джим, Карен, Энди, Мартин, Тони и Ханна) переезжают в Скрэнтон и устраиваются на работу. Майкл пытается поприветствовать своих новых сотрудников, но, естественно, в конечном итоге отталкивает и оскорбляет их; в конце концов он случайно унижает Тони, который объявляет, что увольняется. Майкл начинает защищаться и увольняет его. Энди начинает подлизываться к Майклу, вызывая ревность Дуайта. Взволнованная тем, что он вернулся, Пэм пытается вернуть свою старую дружбу с Джимом, но все становится странным, когда она приглашает его выпить кофе, чтобы наверстать упущенное, но он отказывает ей, сообщая, что начал встречаться с Карен. |            |                                                |                 |                                          |                  |             |                    |
| 37 | 9          | «The Convict» «Преступник»                     | Джеффри Блитц   | Рики Джервейс и Стивен Мерчант           | 30 ноября 2006   | 3010        | 9.07               |
| Майкл узнает, что Мартин, один из бывших сотрудников "Стэмфорда", стал исправившимся преступником. Сотрудники узнают, что он провел некоторое время в тюрьме для белых воротничков, и начинают задаваться вопросом, лучше ли тюрьма Мартина, чем "Дандер Миффлин Скрэнтон". Затем Майкл выступает с презентацией о тюремных страданиях, и большинство его идей черпается из телевизионных передач о тюрьмах. Огорченный тем, что его не воспринимают всерьез, он запирает своих сотрудников в конференц-зале. В конце концов, Мартин решает уволиться, а не продолжать работать с Майклом. |            |                                                |                 |                                          |                  |             |                    |
| 3839 | 1011       | «A Benihana Christmas»‡ «Рождество в Бенихане» | Гарольд Рамис   | Дженнифер Челотта                        | 14 декабря 2006  | 3009 3014   | 8.44               |
| Майкл планирует пригласить Кэрол на Ямайку на Рождество, но она расстается с ним до того, как у него появляется шанс. Энди сводит Майкла в местный ресторан Benihana, чтобы подбодрить его, и они оба уговаривают официанток пойти с ними на рождественскую вечеринку. Вернувшись в офис, Карен и Пэм из-за разногласий в Комитете по планированию вечеринок решают устроить свою собственную рождественскую вечеринку, отдельную от вечеринки Анджелы. Когда большинство сотрудников решают пойти на вечеринку Карен и Пэм, Анджела расстраивается, и, видя это, Карен и Пэм решают объединить вечеринки. Вскоре после этого подруги Майкла и Энди уходят от них, но Майкл все же находит кого-то, кто согласился бы поехать с ним на Ямайку. |            |                                                |                 |                                          |                  |             |                    |
| 40 | 12         | «Back from Vacation» «Возвращение из отпуска»  | Джулиан Фарино  | Джастин Спитцер                          | 4 января 2007    | 3011        | 8.80               |
| Майкл возвращается с Ямайки и случайно проговаривается, что он был там с Джен. Когда он пытается отправить Тодду Пэкеру разоблачающую фотографию Джен, тот по неосторожности отправляет ее на склад, и вскоре фотография распространяется по всей компании. Джим и Карен ссорятся из-за того, что Карен переезжает в квартиру недалеко от того места, где живет Джим, пока Пэм не помогает им найти решение. Хотя она выглядит счастливой, что помогла, позже ее видят плачущей. Джен, которой еще предстоит узнать о ее с Майклом фотографии, позже появляется в офисе и говорит Майклу, что она хочет отношений. |            |                                                |                 |                                          |                  |             |                    |
| 41 | 13         | «Traveling Salesmen» «Продавцы на колёсах»     | Грег Дэниелс    | Майкл Шур, Ли Айзенберг и Джин Ступницки | 11 января 2007   | 3012        | 10.12              |
| Дуайт опаздывает на утреннюю встречу, где Майкл объявляет, что сотрудники отдела продаж объединяются для участия в увлекательном соревновании, напоминающем гонку. Энди проводит день, пытаясь убедить Майкла, что Дуайт не заслуживает доверия. Тем временем Кевин сообщает Анджеле, что квартальные налоговые отчеты филиала не были получены в Нью-Йорке, но Анджела уверяет его, что проблема решена. Когда команды возвращаются, Энди обнаруживает, что утреннее опоздание Дуайта было вызвано доставкой отчетов в Нью-Йорк для Анджелы. Энди предъявляет Майклу квитанцию Дуайта на оплату проезда и убеждает Майкла, что Дуайт снова пытается получить должность регионального менеджера. Майкл настаивает на том, чтобы Дуайт рассказал о причине своей поездки в корпорацию, но Дуайт отказывается раскрывать свои отношения с Анджелой и вместо этого уходит со своего поста. |            |                                                |                 |                                          |                  |             |                    |
| 42 | 14         | «The Return» «Возвращение»                     | Грег Дэниелс    | Ли Айзенберг, Джин Ступницки и Майкл Шур | 18 января 2007   | 3013        | 10.20              |
| Возвращение Оскара из отпуска побуждает Майкла устроить вечеринку в мексиканском стиле. Тем временем Джим ищет, с кем бы подшутить, и в конце концов обращается к Пэм; они крадут телефон Энди, прячут его в потолке и звонят по нему, снова и снова проигрывая мелодию звонка, сделанную им самим. Энди все больше злится каждый раз, когда звонит телефон, и в конце концов от досады пробивает дыру в стене. В результате этой вспышки гнева Энди отправляют на тренинг по управлению гневом. Майкл, все больше расстраивающийся из-за отставки Дуайта в предыдущем эпизоде, уходит и встречается с ним в "Стейплзе", приглашая его вернуться в "Дандер Миффлин". После столкновения с Карен Джим признается ей, что у него все еще есть чувства к Пэм. |            |                                                |                 |                                          |                  |             |                    |
| 43 | 15         | «Ben Franklin» «Бен Франклин»                  | Рэндолл Айнхорн | Минди Калинг                             | 1 февраля 2007   | 3015        | 10.11              |
| Сотрудницы офиса устраивают девичник для Филлис, в то время как мужчины устраивают мальчишник для ее будущего жениха Боба Вэнса. После того, как Тодд Пэкер убедил Майкла нанять стриптизершу как для мужской, так и для женской вечеринок, он приказывает Джиму и Дуайту выбрать стриптизерш. Для мужской вечеринки Дуайт нанимает стриптизершу, а для женской вечеринки Джим нанимает имитатора Бена Франклина. |            |                                                |                 |                                          |                  |             |                    |
| 44 | 16         | «Phyllis' Wedding» «Свадьба Филлис»            | Кен Уиттингем   | Кэролайн Уильямс                         | 8 февраля 2007   | 3016        | 8.84               |
| Филлис разрешает Майклу присутствовать на своей свадьбе в обмен на то, что он разрешает ей взять дополнительный отпуск на работе во время медового месяца. Майкл пытается доминировать на празднике и выступает в роли ведущего на приеме. Пэм с удивлением видит, что Филлис использовала большую часть планов своей собственной отмененной свадьбы с Роем. Чувствуя себя одинокой, она подходит к Рою, завязывает разговор, и они вместе уходят со свадьбы. |            |                                                |                 |                                          |                  |             |                    |
| 45 | 17         | «Business School» «Школа бизнеса»              | Джосс Уидон     | Брент Форрестер                          | 15 февраля 2007  | 3017        | 8.84               |
| В попытке заработать дополнительные баллы Райан приглашает Майкла в свою бизнес-школу в качестве приглашенного лектора. Майкл пытается произнести мотивирующую речь, не подозревая, что Райан представил его как неэффективного менеджера компании, не имеющей к нему отношения. Тем временем в офисе обнаруживают летучую мышь, и Дуайт предпринимает попытку ее поймать. В тот вечер Пэм демонстрирует свои работы на художественной выставке и разочарована тем, что на ней мало кто из ее коллег. Майкл, наконец, появляется после своей речи и в порыве искренней доброты делает комплимент ее работе и покупает у нее картину с изображением их офисного здания. |            |                                                |                 |                                          |                  |             |                    |
| 46 | 18         | «Cocktails» «Коктейли»                         | Дж. Дж. Абрамс  | Пол Либерштейн                           | 22 февраля 2007  | 3018        | 8.30               |
| Финансовый директор "Дандер Миффлин" Дэвид Уоллес устраивает у себя дома вечеринку с коктейлями, на которую приходят Джен, Майкл, Джим, Карен и Дуайт. Выходки Майкла во время их "каминг-аута", похоже, раздражают Джен, но позже она пытается заняться с ним сексом в ванной. Майкл чувствует себя неуютно и отвергает ее, что приводит ее в ярость. Тем временем Дуайт оценивает прочность конструкции дома. Джим и Дэвид Уоллес сблизились, бросая мяч в кольцо, когда увидели Дуайта на дымоходе. В баре Пэм рассказывает Рою, что Джим поцеловал ее ночью в казино. Рой приходит в ярость и начинает громить бар с помощью своего брата. Пэм немедленно расстается с Роем, который затем заявляет, что собирается "убить" Джима. |            |                                                |                 |                                          |                  |             |                    |
| 47 | 19         | «The Negotiation»† «Прибавка»                  | Джеффри Блитц   | Майкл Шур                                | 5 апреля 2007    | 3019        | 6.74               |
| Рой входит в офис и пытается напасть на Джима, но своевременное вмешательство Дуайта с перцовым баллончиком спасает Джима от травм. Рой немедленно увольняется, но позже извиняется отдельно перед Джимом и Пэм и призывает последнюю преследовать первого. Джим пытается поблагодарить Дуайта за свое спасение, но расстраивается, когда Дуайт отказывается принимать его благодарность. Тем временем Майкл и Дэррил пытаются добиться повышения зарплаты у Джен в Нью-Йорке. |            |                                                |                 |                                          |                  |             |                    |
| 48 | 20         | «Safety Training» «Техника безопасности»       | Гарольд Рамис   | Б. Дж. Новак                             | 12 апреля 2007   | 3020        | 7.71               |
| Майклу становится стыдно, когда во время обучения технике безопасности сотрудники склада высмеивают его за то, что у него более безопасная рабочая среда. Решив показать, что жизнь в офисе может быть опасной, он решает продемонстрировать последствия депрессии, инсценировав попытку самоубийства. Его план спрыгнуть с крыши на надувной замок проваливается, когда сотрудники узнают, чем он занимается, и вынуждены его отговорить. Тем временем Энди пытается расположить к себе Дуайта после возвращения с курса управления гневом. |            |                                                |                 |                                          |                  |             |                    |
| 49 | 21         | «Product Recall» «Возврат товара»              | Рэндолл Айнхорн | Джастин Спитцер и Брент Форрестер        | 26 апреля 2007   | 3025        | 7.56               |
| Бумага из Дандер-Миффлин-Скрэнтона с непристойным карикатурным водяным знаком, оставленным недовольным бывшим работником бумажной фабрики, была случайно разослана, что поставило бизнес под угрозу. Бухгалтеры пытаются оказать услугу разгневанным клиентам, в то время как Майкл связывается с прессой в тщетной попытке избежать скандала. Тем временем Джим и Энди отправляются в местную среднюю школу, чтобы лично извиниться перед директором, и натыкаются на девушку Энди, которая, как оказывается, учится там. |            |                                                |                 |                                          |                  |             |                    |
| 50 | 22         | «Women's Appreciation»† «Уважение женщин»      | Такер Гейтс     | Джин Ступницки и Ли Айзенберг            | 3 мая 2007       | 3021        | 7.00               |
| После того, как Филлис становится жертвой эксгибициониста на парковке, Майкл пытается провести семинар по проблемам женщин. Когда все идет не так, как ожидалось, он берет женщин из офиса с собой в торговый центр, в то время как Дуайт и Энди ищут эксгибициониста и раздают листовки. В торговом центре Майкл рассказывает о своем дискомфорте в отношениях с Джен, и женщины советуют ему порвать с ней. Когда Майкл порывает с Джен по голосовой почте, она внезапно появляется в офисе. |            |                                                |                 |                                          |                  |             |                    |
| 51 | 23         | «Beach Games»† «Пляжные игры»                  | Гарольд Рамис   | Дженнифер Челотта и Грег Дэниелс         | 10 мая 2007      | 3022        | 7.20               |
| Дэвид Уоллес звонит Майклу и сообщает, что он является кандидатом на открывающуюся вакансию в офисе корпорации в Нью-Йорке. Считая себя очевидным кандидатом на эту должность, Майкл решает выбрать преемника. Он берет своих сотрудников на пляж и заставляет их соревноваться в трудностях, чтобы определить, кто из них займет его место, не понимая, что Джим и Карен также являются претендентами на эту работу. Вечером, под кайфом после прогулки у костра, Пэм признается, что устала от того, что ее игнорируют, и говорит Джиму, что именно из-за него она отменила свою свадьбу. |            |                                                |                 |                                          |                  |             |                    |
| 5253 | 2425       | «The Job»‡ «Работа»                            | Кен Куопис      | Пол Либерштейн и Майкл Шур               | 17 мая 2007      | 3023 3024   | 7.88               |
| Оценив их отношения, Майкл решает отвергать любые ухаживания Джен по отношению к нему, но тут же меняет свое мнение и дает ей второй шанс, как только видит, что у нее увеличена грудь. Затем Майкл, Джим и Карен отправляются в Нью-Йорк на собеседование на вакансию, которая открывается в корпоративном офисе. Перед уходом Майкл назначает Дуайта своим преемником в Скрэнтоне, и Дуайт, а Энди - его новым вторым номером, немедленно приступает к изменению внешнего вида и структуры офиса. В Нью-Йорке собеседование Майкла заканчивается, когда он узнает, что новая должность связана с предстоящим увольнением Джен. Джен узнает о переезде и вступает в конфликт с Дэвидом, а Майкл следует за ней. Джен, ныне безработная, решает переехать к нерешительному Майклу, который теперь возвращается на свою должность менеджера "Скрэнтона". Собеседование Джима проходит успешно, пока он не находит сувенир на удачу, оставленный для него Пэм. Понимая, что не может снова оставить ее, он возвращается в офис один, где задает ей вопрос по телефону. |            |                                                |                 |                                          |                  |             |                    |

### Сезон 4 (2007—2008)
Компания NBC заказала полный четвёртый сезон из 19 эпизодов, включая пять часовых выпусков. Однако забастовка сценаристов 2007—2008 годов остановила производство сериала почти на пять месяцев в середине сезона. Из-за чего сезон состоял всего из 9 эпизодов, плюс пять часовых выпусков. Премьера первого эпизода сезона состоялась 27 сентября 2007 года, последнего — 15 мая 2008 года. За время сезона филиал покидает постоянный персонаж, Карен Филипелли, но она успевает появиться ещё в шестом эпизоде, «Война филиалов», в качестве регионального управляющего филиала Ютики. Главной темой сезона стали отношения Джима и Пэм, Майкла и Джен, а также распад тайного романа Дуайта и Анджелы. Кроме того, Райан пытается модернизировать компанию с помощью новых технологий.
| № общий | № в сезоне | Название                                                  | Режиссёр        | Автор сценария                     | Дата премьеры    | Произв. код | Зрители в США (млн) |
| --- | ---------- | --------------------------------------------------------- | --------------- | ---------------------------------- | ---------------- | ----------- | ------------------- |
| 5455 | 12         | «Fun Run»‡ «Забег»                                        | Грег Дэниелс    | Грег Дэниелс                       | 27 сентября 2007 | 4001 4002   | 9.70                |
| После того, как Майкл сбивает Мередит на своей машине на парковке в Дандер-Миффлин-Скрэнтоне, она узнает, что заражена бешенством. Анджела просит Дуайта присмотреть за ее больной кошкой, но Дуайт из милосердия убивает животное, что приводит к проблемам в отношениях. После того, как съемочная группа публично сняла Пэм на видео, она объявляет, что они с Джимом теперь встречаются, но они не делятся этим со своими коллегами. Чувствуя себя виноватым из-за инцидента с Мередит, Майкл решает провести "Забег Майкла Скотта "Дандер Миффлин Скрэнтон", посвященный памяти Мередит Палмер", посвященный борьбе с бешенством среди знаменитостей "За лекарство от бешенства", хотя его сотрудники не испытывают особого энтузиазма. Пожертвование на забег составляет всего 500 долларов, из которых Майкл в итоге тратит около 250 долларов на чек на крупную сумму и фальшивую медсестру. Тоби выигрывает забег, а Мередит наконец прощает подавленного и обезвоженного Майкла. |            |                                                           |                 |                                    |                  |             |                     |
| 5657 | 34         | «Dunder Mifflin Infinity»‡ «Дандер-Миффлин-Бесконечность» | Крейг Зиск      | Майкл Шур                          | 4 октября 2007   | 4003 4004   | 8.49                |
| Отношения Джима и Пэм стали известны всему офису после того, как ревнивый Тоби подал жалобу на КПК. Райан возвращается в офис впервые после своего повышения, чтобы представить "Dunder Mifflin Infinity", свой план использования технологий для оживления неконкурентоспособной компании. Крид предупреждает Майкла о возможных последствиях этого изменения для пожилых работников, заставляя Майкла провести "семинар по проблемам старения". Тем временем Келли пытается обманом заставить Райана снова сойтись с ней. Майкл, полагая, что индивидуальный подход важнее технологий, отправляется с Дуайтом, чтобы вручить подарочные корзины с едой семи бывшим клиентам и попытаться вернуть их. После неудачной презентации шести корзин Майкл расстраивается и устраивает скандал в офисе клиента. По возвращении, не сумев как следует разобраться в навигаторе взятой напрокат машины, Майкл едет на ней к озеру Скрэнтон.                                                       |            |                                                           |                 |                                    |                  |             |                     |
| 5859 | 56         | «Launch Party»‡ «Вечеринка в честь запуска»               | Кен Уиттингем   | Дженнифер Челотта                  | 11 октября 2007  | 4005 4006   | 8.91                |
| Поскольку новое детище Райана, новый веб-сайт Dunder Mifflin Infinity, вот-вот выйдет в свет, сотрудники Dunder Mifflin Scranton готовятся устроить вечеринку в рамках общекорпоративного видеочата. Дуайт, желая доказать Анджеле, что он может превзойти технологии, пытается превзойти по продажам новый компьютер, что ему в конечном итоге и удается. Майкл ошибочно принимает приглашение на цифровую вечеринку за приглашение на настоящую вечеринку в Нью-Йорке. Позже, на вечеринке, Дуайт и Майкл похищают разносчика пиццы, но позже отпускают его. В конце беседы Майкл унижает Райана перед всеми сотрудниками "Дандер Миффлин". Энди решает преследовать Анджелу, к ужасу Дуайта. |            |                                                           |                 |                                    |                  |             |                     |
| 6061 | 78         | «Money»‡ «Деньги»                                         | Пол Либерштейн  | Пол Либерштейн                     | 18 октября 2007  | 4007 4008   | 8.50                |
| Когда Джен, которая теперь живет с Майклом в его кондоминиуме, вынуждает Майкла к дорогостоящим переменам в жизни, он беспокоится о своем финансовом положении. Чтобы решить проблему, Майкл уходит с работы пораньше, чтобы работать телемаркетером допоздна, до часа ночи. Когда Райан узнает об этом, он заставляет Майкла уволиться, а тот боится, что не сможет содержать Джен и себя. Он садится в поезд, чтобы сбежать, но Джен встречает его и говорит, что они могут работать вместе, чтобы найти способ жить. Тем временем Дуайт тоскует по Анджеле, которую Энди позже приглашает на свидание. После ободряющей речи Джима Дуайт, к удовольствию Джима, возвращается в свой обычный раздражающий вид. Пэм и Джим посещают семейную ферму Дуайта, которую он превратил в гостиницу типа "постель и завтрак". |            |                                                           |                 |                                    |                  |             |                     |
| 62 | 9          | «Local Ad» «Реклама»                                      | Джейсон Райтман | Б. Дж. Новак                       | 25 октября 2007  | 4009        | 8.98                |
| Несмотря на то, что Майклу сообщили, что он и его сотрудники могут сниматься в рекламе Dunder Mifflin Infinity всего несколько секунд, он решает снять полноценный рекламный ролик с сотрудниками Scranton. Тем временем развитие отношений Энди и Анджелы приводит к тому, что Дуайт впадает в депрессию, и он пытается вычеркнуть себя из своей жизни, играя в Second Life. Несмотря на то, что корпоративный офис отверг версию рекламного ролика Майкла "Скрэнтон", она была хорошо принята как сотрудниками, так и другими посетителями бара "Бедный Ричард". |            |                                                           |                 |                                    |                  |             |                     |
| 63 | 10         | «Branch Wars» «Война филиалов»                            | Джосс Уидон     | Минди Калинг                       | 1 ноября 2007    | 4010        | 8.39                |
| Карен, ныне региональный менеджер "Дандер Миффлин Ютика", пытается переманить Стэнли из "Дандер Миффлин Скрэнтон". Подшучивая над Карен за ее попытку, Майкл и Дуайт обманом заставляют Джима отправиться с ними в "поход за трусиками" в Ютику. Когда их обнаруживают, Карен ругает их и еще больше злится, когда Джим сообщает ей, что они с Пэм теперь встречаются. Вернувшись в Скрэнтон, Майкл прощается со Стэнли, который затем говорит Майклу, что решил остаться, объясняя, что он ушел только для того, чтобы попытаться получить прибавку к зарплате. |            |                                                           |                 |                                    |                  |             |                     |
| 64 | 11         | «Survivor Man» «Наука выживать»                           | Пол Фиг         | Стив Карелл                        | 8 ноября 2007    | 4011        | 8.29                |
| Когда Майкла не приглашают на корпоративный отдых в дикой природе, который устраивает Райан, он решает доказать, что способен выжить самостоятельно. Дуайт бросает Майкла посреди леса и, хотя ему говорят уходить, остается, чтобы уберечь Майкла от травм. Когда Майкл чуть не съедает ядовитые грибы, Дуайт выскакивает, чтобы спасти его как раз вовремя. Тем временем, вернувшись в офис, Джим, как старший помощник, решает организовать совместную вечеринку по случаю дня рождения трех сотрудников, чьи дни рождения следуют один за другим. Однако персонал плохо воспринял этот план, и Джим возвращается к празднованию индивидуальных дней рождения как раз в тот момент, когда возвращаются Майкл и Дуайт. |            |                                                           |                 |                                    |                  |             |                     |
| 65 | 12         | «The Deposition» «Показания»                              | Джулиан Фарино  | Лестер Льюис                       | 15 ноября 2007   | 4012        | 8.86                |
| Майкл оказывается втянутым в процесс дачи показаний под присягой между Дандером Миффлином и его девушкой Джен после того, как Ян подает в суд на компанию за незаконное увольнение. Хотя поначалу дело для Яна шло хорошо, действия Майкла приводят к тому, что Дандер Миффлин легко одерживает верх. Тем временем в Дандер-Миффлин-Скрэнтоне увлечение пинг-понгом превращается в битву за отношения между Пэм и Джимом, Келли и Дэррилом. |            |                                                           |                 |                                    |                  |             |                     |
| 66 | 13         | «Dinner Party» «Званый ужин»                              | Пол Фиг         | Джин Ступницки и Ли Айзенберг      | 10 апреля 2008   | 4013        | 9.22                |
| Майкл и Джен приглашают Джима, Пэм, Энди и Анджелу на званый ужин в кондоминиуме, где проживает пара. Когда Майкл и Джен начинают ссориться после обсуждения вопроса о рождении детей, гости вечеринки прибегают к различным мерам, чтобы попытаться сбежать. Вечеринка погружается в еще большую неразбериху, когда Дуайт, все еще тоскующий по Анджеле, приходит на свидание со своей бывшей няней. Поскольку ссора между Майклом и Джен обостряется, сосед в конце концов вызывает полицию. Кульминацией вечеринки становится уход Майкла от Джен. |            |                                                           |                 |                                    |                  |             |                     |
| 67 | 14         | «Chair Model» «Модель из каталога»                        | Джеффри Блитц   | Б. Дж. Новак                       | 17 апреля 2008   | 4014        | 9.81                |
| Увидев модель в каталоге во время поиска стула, Майкл понимает, что так и не осуществил свою мечту - найти вторую половинку в жизни. Дуайт отправляется на поиски модели стула, в то время как Майкл записывает имена друзей офисных сотрудников для свиданий. Майкл отправляется на свидание вслепую с квартирной хозяйкой Пэм, которое заканчивается плачевно. Тем временем Энди и Кевин встречаются с боссами других компаний в здании, чтобы обсудить проблемы парковки, в то время как Джим и Пэм обсуждают будущее своих отношений. |            |                                                           |                 |                                    |                  |             |                     |
| 68 | 15         | «Night Out» «Ночная вылазка»                              | Кен Уиттингем   | Минди Калинг                       | 24 апреля 2008   | 4015        | 7.56                |
| Майкл и Дуайт решают устроить Райану сюрприз в Нью-Йорке и познакомить с его друзьями. Они находят его в клубе и присоединяются к нему на ночь. Райан на удивление дружелюбен, хотя это может быть побочным эффектом его пристрастия к кокаину. Тем временем, сотрудники филиала в Скрэнтоне расстроились, узнав, что им придется прийти в субботу на веб-сайт Райана. Джим предлагает вместо этого поработать допоздна. План идет хорошо — до тех пор, пока они не обнаруживают, что заперты на территории и нет возможности сбежать. Тоби не скрывает своей привязанности к Пэм и импульсивно объявляет, что переезжает в Коста-Рику. |            |                                                           |                 |                                    |                  |             |                     |
| 69 | 16         | «Did I Stutter?» «Я что, неясно выразился?»               | Рэндолл Айнхорн | Брент Форресте и Джастин Спитцер   | 1 мая 2008       | 4016        | 7.67                |
| Когда Стэнли срывается на Майкле во время встречи, Майкл пытается изменить отношение Стэнли. План Майкла по фиктивному увольнению Стэнли только ухудшает ситуацию. Чтобы наказать Энди за его отношения с Анджелой, Дуайт уговаривает Энди купить его машину, а затем перепродает ее с выгодой для себя. Тем временем Пэм, проведя ночь у Джима, сталкивается с нежелательным вниманием со стороны своих "запасных" очков. Джим получает официальное предупреждение от Райана о своей работе. |            |                                                           |                 |                                    |                  |             |                     |
| 70 | 17         | «Job Fair» «Ярмарка труда»                                | Такер Гейтс     | Ли Айзенберг и Джин Ступницки      | 8 мая 2008       | 4017        | 7.22                |
| в ответ на предупреждение Райана Джим выходит на связь с Энди и Кевином, чтобы попытаться заполучить своего самого крупного клиента в истории. Майкл, Пэм, Оскар и Дэррил открыли стенд на ярмарке вакансий в старой средней школе Пэм, чтобы найти кандидатов на летнюю стажировку Дандера Миффлина, но проделки Майкла заканчиваются неудачей. Когда все остальные офисные работники уходят пораньше, Дуайт и Анджела проводят напряженный день наедине в офисе. Пэм изучает возможности графического искусства, которые могут отвлечь ее от Скрэнтона. |            |                                                           |                 |                                    |                  |             |                     |
| 7172 | 1819       | «Goodbye, Toby»‡ «Прощай, Тоби»                           | Пол Фиг         | Дженнифер Челотта и Пол Либерштейн | 15 мая 2008      | 4018 4019   | 8.07                |
| После того, как Анджела отказывается уступить необоснованным требованиям Майкла, Филлис возглавляет комитет по планированию вечеринок и устраивает грандиозную вечеринку в честь прощания с Тоби. Дуайт вместе с Мередит травят новую сотрудницу отдела кадров Холли Флакс (Эми Райан), заставляя ее думать, что Кевин умственно отсталый. У Холли и Майкла, похоже, завязывается романтическая связь, которая обрывается, когда Джен возвращается из Аризоны, беременная от донора спермы; Майкл неохотно соглашается помочь ей в процессе родов. Пэм соглашается на трехмесячную программу обучения в Нью-Йорке, и как раз в тот момент, когда Джим собирается сделать ей предложение, Энди публично делает предложение Анджеле, которая неохотно соглашается. Позже Анджелу застукивают за сексом с Дуайтом в офисе. Падение Райана завершилось тем, что его уволили из нью-йоркского офиса после совершения мошенничества, связанного с веб-сайтом.                                    |            |                                                           |                 |                                    |                  |             |                     |

### Сезон 5 (2008—2009)
10 апреля 2008 года компания NBC заказала 28 эпизодов для пятого сезона. Премьера состоялась в четверг, 25 сентября 2008 года, с эпизода «Снижение веса». Сезон разворачивается вокруг сумасшедших отношений Майкла с начальством. Начиная с того, как компания выражает благодарность Майклу за его впечатляющие достижения, несмотря на экономический кризис. Приступает к работе новый босс, его манера руководить кажется Майклу неуважительной. Сюжет первой половины сезона развивается вокруг личных отношений Дуайта, Анджелы, Энди, Джима и Пэм, а также Майкла, Джен и Холли. Далее сюжет раскрывает тему карьерного роста, когда Райан, Пэм и Майкл открывают Бумажную Компанию Майкла Скотта. Пэм и Майкл отправляются на цикл лекций, Чарльз берёт на себя работу Джен и Райана, а у Джима появляются проблемы с новым боссом, Чарльзом. Последние эпизоды снова фокусируются на отношениях, в основном — на серьёзных изменениях в личной жизни Джима и Пэм, а также Холли и Майкла.
| № общий | № в сезоне | Название                                                        | Режиссёр          | Автор сценария                       | Дата премьеры    | Произв. код | Зрители в США (млн) |
| --- | ---------- | --------------------------------------------------------------- | ----------------- | ------------------------------------ | ---------------- | ----------- | ------------------- |
| 7374 | 12         | «Weight Loss»‡ «Снижение веса»                                  | Пол Фиг           | Ли Айзенберг и Джин Ступницки        | 25 сентября 2008 | 5001 5002   | 9.20                |
| В течение восьми недель летом в рамках инициативы по снижению веса, проводимой компанией Dunder Mifflin, сотрудники филиала садятся на диету и становятся одержимыми своим весом. Майкл заводит дружбу со своим новым представителем отдела кадров Холли. Энди планирует свадьбу с Анджелой, в то время как она продолжает роман с Дуайтом. Джим скучает по Пэм, которая учится в художественной школе в Нью-Йорке, и в конце концов делает ей предложение. Опозоренный Райан возвращается в офис в Скрэнтоне в качестве временного сотрудника.                       |            |                                                                 |                   |                                      |                  |             |                     |
| 75 | 3          | «Business Ethics» «Деловая этика»                               | Джеффри Блитц     | Райан Кох                            | 9 октября 2008   | 5003        | 8.99                |
| После недавнего скандала с Райаном Холли проводит семинар по этике. Все открыто говорят о своем неэтичном поведении на работе, и Мередит становится причиной разрыва между Майклом и Холли, когда Мередит признается, что поставщик предоставляет ей скидки на продукты и купоны на стейк в обмен на секс. Персонал подвергает Холли остракизму, но когда начальник отдела кадров унижает ее, Майкл снова поддерживает ее. Тем временем Джим заставляет Дуайта соблюдать политику компании по "краже времени", засекая каждую секунду его деятельности.               |            |                                                                 |                   |                                      |                  |             |                     |
| 76 | 4          | «Baby Shower» «Смотрины»                                        | Грег Дэниелс      | Аарон Шур                            | 16 октября 2008  | 5004        | 8.07                |
| Майкл готовится к рождению ребенка Джен, прорабатывая с Дуайтом возможные сценарии родов с ребенком-арбузом. Когда Джен приезжает в офис на вечеринку по случаю рождения ребенка, она уже родила Астрид, исключив Майкла из процесса, и он чувствует себя оторванным от ребенка. Тем временем Майкл притворяется, что не любит Холли, ради Джен, но Джен чувствует их связь и просит Майкла не встречаться с Холли. Майкл обращается к Холли за утешением, и они соглашаются встречаться. Расставание Джима и Пэм начинает сказываться на их отношениях.              |            |                                                                 |                   |                                      |                  |             |                     |
| 77 | 5          | «Crime Aid» «Помощь криминалу»                                  | Дженнифер Челотта | Чарли Гранди                         | 23 октября 2008  | 5005        | 7.74                |
| Майкл и Холли занимаются сексом в офисе на свидании, они забывают запереть входную дверь, что по неосторожности приводит к ограблению офиса. Майкл проводит аукцион, чтобы собрать деньги за все потерянные вещи. По совету Филлис Дуайт выдвигает Анджеле ультиматум порвать с Энди, на что она отказывается. Пэм устраивается на неполный рабочий день в корпорацию, чтобы оплачивать учебу в художественной школе, а Джим еще больше расстраивается после того, как Рой намекает, что он теряет ее.                                                                |            |                                                                 |                   |                                      |                  |             |                     |
| 78 | 6          | «Employee Transfer» «Перевод»                                   | Дэвид Роджерс     | Энтони К. Фаррелл                    | 30 октября 2008  | 5006        | 9.32                |
| Когда корпорация переводит Холли в Нашуа, Майкл (с помощью Дэррила) перевозит ее обратно в Нью-Гэмпшир. Их планы продолжать встречаться рушатся, и они расстаются, а Дэррил учит Майкла петь блюз. Пэм знакомится с братьями Джима, которые разыгрывают Джима, чем смущают ее. Дуайт мучает Энди, становясь фанатом Корнеллского университета. Пэм смущается, когда оказывается единственной на корпоративе, кто надевает костюм на Хэллоуин. |            |                                                                 |                   |                                      |                  |             |                     |
| 79 | 7          | «Customer Survey» «Опрос клиентов»                              | Стивен Мерчант    | Лестер Льюис                         | 6 ноября 2008    | 5007        | 8.35                |
| Дуайт и Джим шокированы, когда получают плохие оценки в своих ежегодных отчетах о результатах опроса клиентов. Они узнают, что Келли испортила их оценки, отказавшись от участия в конкурсе America's Got Talent. Келли и сочувствующий Майкл наслаждаются их дискомфортом. Благодаря манипуляциям Анджелы, они с Энди заказывают свадьбу в отеле типа "постель и завтрак" Schrute Farms. Пэм и Джим проводят каждую минуту вместе, используя свои Bluetooth-телефоны, в том числе Джим случайно слышит, как подруга Пэм, Алекс, просит ее остаться в Нью-Йорке.      |            |                                                                 |                   |                                      |                  |             |                     |
| 80 | 8          | «Business Trip» «Деловая поездка»                               | Рэндолл Айнхорн   | Брент Форрестер                      | 13 ноября 2008   | 5009        | 8.18                |
| Финансовый директор Дэвид Уоллес отправляет Майкла в Виннипег, Манитоба, по делам бизнеса. Энди и Оскар сопровождают его и становятся неожиданными друзьями, когда по пьяни набирают номер Анджелы. Хотя Майкл совершает сделку и заводит роман на одну ночь, он упрекает Дэвида за то, что тот перевел Холли. Джим считает дни до возвращения Пэм из художественной школы; она проваливает курс, но все равно возвращается в Скрэнтон. Райан соблазняет Келли, которая, в свою очередь, расстается с Дэррилом.                                                       |            |                                                                 |                   |                                      |                  |             |                     |
| 81 | 9          | «Frame Toby» «Оклеветать Тоби»                                  | Джейсон Райтман   | Минди Калинг                         | 20 ноября 2008   | 5008        | 8.40                |
| Представитель отдела кадров Тоби возвращается из Коста-Рики, сводя Майкла с ума. Они с Дуайтом пытаются добиться увольнения Тоби по уважительной причине, подбрасывая "наркотики" (на самом деле салат капрезе) в стол Тоби. Пэм расстроена тем, что кто-то в офисе устроил беспорядок в микроволновой печи и не хочет ее убирать. Джим удивляет Пэм, покупая старый дом своих родителей; несмотря на декор в стиле 70-х, Пэм он нравится. Райан расстается с Келли и отправляется в Таиланд.                                                                         |            |                                                                 |                   |                                      |                  |             |                     |
| 82 | 10         | «The Surplus» «Излишек»                                         | Пол Фиг           | Джин Ступницки и Ли Айзенберг        | 4 декабря 2008   | 5013        | 8.33                |
| Офис должен потратить излишек в размере 4300 долларов или потерять его в бюджете на следующий год. Возникают разногласия и обхаживают Майкла, чтобы получить то, что они хотят: Оскар и Джим хотят новый ксерокс, Пэм, Стэнли и другие хотят новые стулья. В конце концов они договариваются о стульях, чтобы помешать Майклу заработать премию, вернув излишки. Дуайт отвозит Анджелу и Энди на ферму Шрут, чтобы договориться о свадьбе. На инсценированной церемонии Дуайт тайно женится на Анджеле. Разгневанная его обманом, она планирует аннулировать свадьбу. |            |                                                                 |                   |                                      |                  |             |                     |
| 83 | 11         | «Moroccan Christmas» «Марокканское Рождество»                   | Пол Фиг           | Джастин Спитцер                      | 11 декабря 2008  | 5010        | 8.79                |
| Праздничная вечеринка Филлис в марокканском стиле прерывается из-за того, что у Мередит загораются волосы во время пьяного танца живота; Майкл вмешивается и пытается заставить Мередит пройти курс реабилитации. Дуайт зарабатывает на продаже популярной рождественской игрушки "Принцесса Единорог". Филлис продолжает издеваться над Анджелой в Комитете по планированию вечеринок. Когда Анджела взбунтовалась, Филлис шокировала всех, рассказав о романе Анджелы и Дуайта всем (кроме Энди).                                                                   |            |                                                                 |                   |                                      |                  |             |                     |
| 84 | 12         | «The Duel» «Дуэль»                                              | Дин Холланд       | Дженнифер Челотта                    | 15 января 2009   | 5011        | 8.50                |
| В офисе царит напряженная обстановка, потому что Энди до сих пор не узнал о романе Анджелы с Дуайтом. После того, как Майкл рассказал ему об этом, Дуайт и Энди планируют дуэль. Когда они понимают, что Анджела спала с ними обоими, каждый из них бросает ее. В Нью-Йорке Майкл отправляется в офис корпорации, чтобы встретиться с Дэвидом Уоллесом, который хочет узнать о методах Майкла, поскольку дела в филиале в Скрэнтоне действительно идут хорошо. Неудивительно, что Майкл ничего не понимает.                                                           |            |                                                                 |                   |                                      |                  |             |                     |
| 85 | 13         | «Prince Family Paper» «Бумага семьи Принс»                      | Асаад Келада      | Б. Дж. Новак                         | 22 января 2009   | 5012        | 8.74                |
| По просьбе Дэвида Уоллеса Майкл и Дуайт работают под прикрытием, чтобы расследовать деятельность конкурирующей бумажной компании Prince Paper. Поскольку это небольшое семейное предприятие, основанное очень хорошей семьей, Майклу нелегко передать Уоллесу результаты их работы. Тем временем, остальная часть офиса проводит дебаты, чтобы решить вопрос: привлекательна ли Хилари Суонк? Счет в офисе сравнялся со счетом 6:6, когда Майкл бесцеремонно проголосовал "за".                                                                                       |            |                                                                 |                   |                                      |                  |             |                     |
| 8687 | 1415       | «Stress Relief»‡ «Снятие стресса»                               | Джеффри Блитц     | Пол Либерштейн                       | 1 февраля 2009   | 5016 5017   | 22.91               |
| Когда Дуайт устраивает «учебный» пожар в офисе, Стенли испытывает сердечный приступ. Майкл создаёт для офиса программу по снятию стресса. Во время просмотра пиратского фильма Энди решает, что Джим и Пэм настоящие специалисты в области кино, когда те обсуждают брак родителей Пэм. |            |                                                                 |                   |                                      |                  |             |                     |
| 88 | 16         | «Lecture Circuit: Part 1» «Цикл лекций, часть 1»                | Кен Куопис        | Минди Калинг                         | 5 февраля 2009   | 5014        | 8.39                |
| Майкл и Пэм выезжают в другие отделения компании, чтобы пояснить, как их филиал стал столь успешным. Тем временем Дуайт и Джим, новые председатели комитета вечеринок, забывают о дне рождения Келли, а Энди западает на одного клиента Стенли. |            |                                                                 |                   |                                      |                  |             |                     |
| 89 | 17         | «Lecture Circuit: Part 2» «Цикл лекций, часть 2»                | Кен Куопис        | Минди Калинг                         | 12 февраля 2009  | 5015        | 8.89                |
| Майкл и Пэм едут в филиал Нашуа, надеясь разобраться в отношениях с Холли. Дуайт и Джим пытаются извиниться перед Келли за её день рождения. А Анджела воспитывает своих кошек необычными методами. |            |                                                                 |                   |                                      |                  |             |                     |
| 90 | 18         | «Blood Drive» «Сбор крови»                                      | Рэндолл Айнхорн   | Брент Форрестер                      | 5 марта 2009     | 5018        | 8.63                |
| Майкла привлекает таинственная женщина во время сбора крови. Дуайт и Кевин находят себе пару на «Вечеринке одиноких сердец», тем временем Джим и Пэм ужинают с Филлис и Бобом. |            |                                                                 |                   |                                      |                  |             |                     |
| 91 | 19         | «Golden Ticket» «Золотой билет»                                 | Рэндолл Айнхорн   | Минди Калинг                         | 12 марта 2009    | 5019        | 7.51                |
| Майкл, в стиле Вилли Вонка, устраивает для своих клиентов конкурс с «Золотым билетом» со скидками на поставку бумаги. Энди, Джим и Пэм дают Кевину советы для его свидания. |            |                                                                 |                   |                                      |                  |             |                     |
| 92 | 20         | «New Boss» «Новый босс»                                         | Пол Фиг           | Ли Айзенберг и Джин Ступницки        | 19 марта 2009    | 5020        | 7.95                |
| Майкл планирует вечеринку в честь 15-летия своей работы в компании, но вмешивается новый вице-президент Чарльз Майнер (Идрис Эльба). Последняя шутка Джима над Дуайтом терпит провал. |            |                                                                 |                   |                                      |                  |             |                     |
| 93 | 21         | «Two Weeks» «Две недели»                                        | Пол Либерштейн    | Аарон Шур                            | 26 марта 2009    | 5021        | 8.45                |
| В то время как босс становится всё более наблюдательным, поведение Майкла становится всё более ребяческим, Пэм решает проблемы с копировальной машиной, а Келли снова влюбляется. |            |                                                                 |                   |                                      |                  |             |                     |
| 94 | 22         | «Dream Team» «Команда мечты»                                    | Пол Фиг           | Б. Дж. Новак                         | 9 апреля 2009    | 5022        | 7.20                |
| Майкл пытается набрать команду мечты для своей новой компании. Джим играет с Чарльзом в футбол. |            |                                                                 |                   |                                      |                  |             |                     |
| 95 | 23         | «Michael Scott Paper Company» «Бумажная компания Майкла Скотта» | Джин Ступницки    | Джастин Спитцер                      | 9 апреля 2009    | 5023        | 7.94                |
| Майкл устраивает «блинный приём» для продвижения своей новой компании. Дуайт и Энди снова устраивают соревнование из-за девушки, новой секретарши Эрин Хеннон, а Джим пытается понять, что за «сводку» требует от него босс. |            |                                                                 |                   |                                      |                  |             |                     |
| 96 | 24         | «Heavy Competition» «Высокая конкуренция»                       | Кен Уиттингем     | Райан Кох                            | 16 апреля 2009   | 5024        | 8.24                |
| Дуайт разрывается между властью Майкла и Чарльза. Пока Пэм нет в офисе, Энди пытается стать доверенным другом Джима. |            |                                                                 |                   |                                      |                  |             |                     |
| 97 | 25         | «Broke» «Крах»                                                  | Стив Карелл       | Чарли Гранди                         | 23 апреля 2009   | 5025        | 7.21                |
| Низкие расценки компании Майкла Скотта продолжают высасывать соки из Дандер Миффлин, но их цены настолько низки, что они с трудом держатся на плаву. |            |                                                                 |                   |                                      |                  |             |                     |
| 98 | 26         | «Casual Friday» «Свободная пятница»                             | Брент Форрестер   | Энтони К. Фаррелл                    | 30 апреля 2009   | 5026        | 7.31                |
| Манера одеваться в свободную пятницу у работников офиса становится всё более раскованной. В сторону Пэм и Райана сыплются обвинения за украденных ими клиентов во время работы в компании Майкла Скотта. |            |                                                                 |                   |                                      |                  |             |                     |
| 99 | 27         | «Cafe Disco» «Кафе-диско»                                       | Рэндолл Айнхорн   | Уоррен Либерштейн и Халстед Салливан | 7 мая 2009       | 5027        | 7.71                |
| Майкл перестраивает старое офисное помещение под комнату кафе-диско для персонала. Пэм и Джим планируют тайную поездку. Филлис встречает новую секретаршу Боба. |            |                                                                 |                   |                                      |                  |             |                     |
| 100 | 28         | «Company Picnic» «Корпоративный пикник»                         | Кен Куопис        | Дженнифер Челотта и Пол Либерштейн   | 14 мая 2009      | 5028        | 6.72                |
| На корпоративном пикнике компании Майкл и Холли устраивают незабываемое для некоторых сотрудников представление. Филиалы состязаются на игре в волейбол. |            |                                                                 |                   |                                      |                  |             |                     |

### Сезон 6 (2009—2010)
15 января 2009 года компания NBC объявила о выходе шестого сезона. Сериал продлили ещё на 26 эпизодов. Премьера сезона состоялась 17 сентября 2009 года, сезон закончился 20 мая 2010 года.
Джим и Пэм женятся и становятся родителями. Джим получает повышение и становится вторым региональным менеджером наравне с Майклом. Дуайт, который всё это время мечтал стать менеджером решает подставить Джима и разрушить его карьеру.
Тем временем компания Дандер Миффлин объявляет себя банкротом, и весь совет директоров (в том числе Девид Уоллас) оказывается без работы. Филиал Майкла Скотта покупает компания «Сейбер» и в офис приходит новый директор Гейб Луис.
| № общий | № в сезоне | Название                                             | Режиссёр                 | Автор сценария                       | Дата премьеры    | Произв. код | Зрители в США (млн) |
| --- | ---------- | ---------------------------------------------------- | ------------------------ | ------------------------------------ | ---------------- | ----------- | ------------------- |
| 101 | 1          | «Gossip» «Сплетни»                                   | Пол Либерштейн           | Пол Либерштейн                       | 17 сентября 2009 | 6001        | 8.20                |
| Новые летние студенты распускают слух. Энди усомнился в своей гетеросексуальности. Майкл выдумывает и распускает сплетни про своих подчинённых, некоторые из которых оказываются правдой. |            |                                                      |                          |                                      |                  |             |                     |
| 102 | 2          | «The Meeting» «Собрание»                             | Рэндолл Айнхорн          | Аарон Шур                            | 24 сентября 2009 | 6002        | 7.33                |
| Майкла волнует личное собеседование Девида Уолласа с Джимом. Пэм занимается приглашениями на свадьбу. Дуайт и Тоби занимаются расследованием источника компенсации Деррила. |            |                                                      |                          |                                      |                  |             |                     |
| 103 | 3          | «The Promotion» «Повышение»                          | Дженнифер Челотта        | Дженнифер Челотта                    | 1 октября 2009   | 6003        | 7.28                |
| Джим быстро узнает оборотную сторону менеджмента, после того как он сообщает, что не все сотрудники получат прибавку. Дуайт пытается сплотить всех против Джима. Пэм предупреждает гостей свадьбы, что они предпочли бы деньги вместо традиционных подарков. |            |                                                      |                          |                                      |                  |             |                     |
| 104105 | 45         | «Niagara»‡ «Ниагарский водопад»                      | Пол Фиг                  | Грег Дэниелс и Минди Калинг          | 8 октября 2009   | 6004 6005   | 9.42                |
| Пэм приходится иметь дело с травмой мошонки Энди в ночь перед свадьбой. Персонал Dunder Mifflin направляется к Ниагарскому водопаду на свадьбу Джима и Пэм. При этом Пэм предупреждает всех, что её беременность является запретной темой для обсуждения, и Майкл смог удержать язык за зубами, но, к сожалению, всё испортил… Джим. |            |                                                      |                          |                                      |                  |             |                     |
| 106 | 6          | «Mafia» «Мафия»                                      | Дэвид Роджерс            | Брент Форрестер                      | 15 октября 2009  | 6006        | 8.10                |
| К Майклу приходит страховой агент, которого сотрудники офиса принимают за мафиози, который вымогает у Майкла деньги. Дуайт и Энди решают помочь Майклу разобраться с мафией. |            |                                                      |                          |                                      |                  |             |                     |
| 107 | 7          | «The Lover» «Любовница»                              | Ли Айзенберг             | Ли Айзенберг и Джин Ступницки        | 22 октября 2009  | 6007        | 8.52                |
| Джим и Пэм узнают, что Майкл встречается с мамой Пэм. Дуайт подслушивает разговоры Джима. |            |                                                      |                          |                                      |                  |             |                     |
| 108 | 8          | «Koi Pond» «Пруд с карпами»                          | Реджи Худлин             | Уоррен Либерштейн и Халстед Салливан | 29 октября 2009  | 6009        | 8.20                |
| Майкл падает в пруд. Позже оказывается, что Джим подставил ему подножку. Энди и Пэм пытаются повысить свои продажи, прикидываясь парой. |            |                                                      |                          |                                      |                  |             |                     |
| 109 | 9          | «Double Date» «Двойное свидание»                     | Сет Гордон               | Чарли Гранди                         | 5 ноября 2009    | 6008        | 7.94                |
| Джим и Пэм устраивают двойное свидание и Майклом и мамой Пэм. Дуайт решает сделаться приветливым для всех сотрудников. Энди решает сделать то же самое. |            |                                                      |                          |                                      |                  |             |                     |
| 110 | 10         | «Murder» «Убийство»                                  | Грег Дэниелс             | Дэниел Чун                           | 12 ноября 2009   | 6010        | 7.76                |
| Майкл предлагает сотрудникам сыграть в детективную игру, чтобы отвлечь их от возможного банкротства компании. Энди приглашает Эрин на свидание, но та думает, что они все ещё играют. |            |                                                      |                          |                                      |                  |             |                     |
| 111 | 11         | «Shareholder Meeting» «Собрание акционеров»          | Чарльз Макдугалл         | Джастин Спитцер                      | 19 ноября 2009   | 6011        | 7.43                |
| Дэвид Уоллес приглашает Майкла принять участие на заседании Дандер Миффлин в Нью-Йорке. Майкл успокаивает толпу и создаёт тем самым больше проблем директорам. Джим видит, что Райан отказывается делать работу и унижает Райна публично. Майкл, Дуайт и Оскар покидают Нью-Йорк в нанятом компанией лимузине, СМИ показывают резкое снижение акций Дандер Миффлин. |            |                                                      |                          |                                      |                  |             |                     |
| 112 | 12         | «Scott's Tots» «Малютки Скотта»                      | Б. Дж. Новак             | Джин Ступницки и Ли Айзенберг        | 3 декабря 2009   | 6013        | 8.10                |
| Майкл должен отказаться от обещания, сделанного для детей об оплате обучения в колледже 10 лет назад. Между тем Джим становится жертвой одной из выходок Дуайта для увольнения. Райан объединяет усилия с Дуайтом, чтобы понизить Джима. |            |                                                      |                          |                                      |                  |             |                     |
| 113 | 13         | «Secret Santa» «Секретный Санта»                     | Рэндолл Айнхорн          | Минди Калинг                         | 10 декабря 2009  | 6014        | 8.51                |
| Майкл приходит в ярость, когда Джим позволяет быть Филлис Санта-Клаусом на рождественской вечеринке и принимает ответные меры, одеваясь Сантой, а после и Иисусом. Дэвид рассказывает Майклу, что Дандер Миффлин продают. Дэвид, скорее всего, будет уволен, хотя филиал Скрантона останется. Между тем Оскар знакомится с парнем со склада Мэтом. |            |                                                      |                          |                                      |                  |             |                     |
| 114 | 14         | «The Banker» «Банкир»                                | Джеффри Блитц            | Джейсон Кесслер                      | 21 января 2010   | 6012        | 7.29                |
| Когда оценщик приезжает в Скрантон для того, чтобы составить отчеты после продажи Дандер Мифлин, Майкл, Дуайт, Энди и Пэм стараются произвести на него впечатление и показать филиал с лучшей стороны. Тоби вспоминает экстраординарные случаи, которые ранее происходили в офисе. Повторяются отрывки из предыдущих серий. |            |                                                      |                          |                                      |                  |             |                     |
| 115 | 15         | «Sabre» «Сабр»                                       | Джон Красински           | Дженнифер Челотта                    | 4 февраля 2010   | 6015        | 7.36                |
| Майкл переносит трудности новой политики Sabre и её генерального директора Джо Беннетт (Кэти Бейтс). Майкл идет к Дэвиду Уоллесу за советом, но Дэвид сам находится в печальном состоянии и депрессии. Джим и Пэм ищут детский сад для будущего малыша. Эрин и Энди ждут друг друга, чтобы сделать следующий шаг в их отношениях. |            |                                                      |                          |                                      |                  |             |                     |
| 116 | 16         | «The Manager and the Salesman» «Менеджер и Продавец» | Марк Уэбб                | Минди Калинг                         | 11 февраля 2010  | 6016        | 7.40                |
| Офис готов приветствовать директора Sabre Джо Беннетт в Скрэнтоне. Когда Джо узнает, что есть два руководителя Джим и Майкл, она говорит, они оба должны выбрать между собой, кто останется продавцом, а кто — Менеджером. Между тем Энди готовит план ко дню святого Валентина. |            |                                                      |                          |                                      |                  |             |                     |
| 117118 | 1718       | «The Delivery»‡ «Роды»                               | Сет Гордон Гарольд Рамис | Дэниел Чун Чарли Гранди              | 4 марта 2010     | 6018 6019   | 9.00                |
| У Пэм начались схватки, но она полна решимости ждать его как можно дольше, чтобы меньше времени лежать в больнице, Джим очень переживает. Тем временем все в офисе пытается отвлечь Пэм от тревоги, с едой и развлечениями. Майкл с тревогой ждет ребёнка Пэм и Джима. Вернувшись в офис, Энди ревнует к Эрин, когда та обедает с Кевином. От зависти к Джим и Пэм Дуайт тоже хочет завести ребёнка с Анжелой, но Дуайт передумал, когда увидел Исабель в доме Джима и Пэм. |            |                                                      |                          |                                      |                  |             |                     |
| 119 | 19         | «St. Patrick's Day» «День Святого Патрика»           | Рэндолл Айнхорн          | Джонатан Хьюз                        | 11 марта 2010    | 6017        | 7.51                |
| Майкл думает, что он впечатлён Джо. Деррил, работник со склада, с помощью интересной идеи перебирается со склада наверх. Дуайт делает проблемы для Джима в его первый день из отпуска. Джо заставляет работать всех допоздна. Энди и Эрин идти на первом свидании, с интересными результатами. |            |                                                      |                          |                                      |                  |             |                     |
| 120 | 20         | «New Leads» «Новые клиенты»                          | Брент Форрестер          | Брент Форрестер                      | 18 марта 2010    | 6020        | 7.63                |
| Начальство Sabre купила клиентскую базу за 50 тысяч долларов. Майкл вместо того, чтобы раздать эту базу продавцам, отдает её бухгалтерам за плохое поведение. Когда Джим попросил базу, Майкл дал ему подсказки, что ведёт Джима к «сокровищам». План Майкла оборачивается к худшему, когда Кевин прячет базу в мусорной корзине. Тогда Майкл и Дуайт идут на поиски на свалку в Скрантоне. Энди и Эрин поцеловались в первый раз на свалке.                                |            |                                                      |                          |                                      |                  |             |                     |
| 121 | 21         | «Happy Hour» «Счастливый Час»                        | Мэтт Сон                 | Б. Дж. Новак                         | 25 марта 2010    | 6021        | 7.17                |
| Оскар организовывает «счастливый час» сотрудников со склада и с офиса для того, чтобы поближе узнать Мэта. Пэм и Джим пытаются организовать свидание для Майкла, но оно заканчивается неудачей. Но после он знакомится с менеджером бара, Донной (Эми Пиц). Между тем Энди и Эрин решили объявить об их отношений. Дуайт разрывает контракт с Анджелой и хочет сотрудничать с Изабель.                                                                                      |            |                                                      |                          |                                      |                  |             |                     |
| 122 | 22         | «Secretary's Day» «День Секретаря»                   | Стив Карелл              | Минди Калинг                         | 22 апреля 2010   | 6022        | 6.30                |
| Энди пытается сделать для Эрин незабываемый день секретаря. Но на обед с Эрин Майкл сообщает ей, что Энди имел прошлое с Анжелой. Оскар показывает смешное видео с голосом Кевина, и тот обращается к Гейбу за помощью. |            |                                                      |                          |                                      |                  |             |                     |
| 123 | 23         | «Body Language» «Язык тела»                          | Минди Калинг             | Джастин Спитцер                      | 29 апреля 2010   | 6023        | 7.01                |
| Пэм и Джим работают над своим первым шагом продаж вместе с Донной, руководителем местного ресторана, но Майкл пытается сам построить отношения с ней. Дуайт призывает Келли попробовать свои программы подготовки меньшинств. |            |                                                      |                          |                                      |                  |             |                     |
| 124 | 24         | «The Cover-Up» «Сокрытие»                            | Рэйн Уилсон              | Джин Ступницки и Ли Айзенберг        | 6 мая 2010       | 6024        | 6.84                |
| Майкл подозревает Донну в измене и просит Дуайта следить за ней. Между тем Энди разочарован, что никто не принимает жалобы его клиента всерьез. |            |                                                      |                          |                                      |                  |             |                     |
| 125 | 25         | «The Chump» «Болван»                                 | Рэндолл Айнхорн          | Аарон Шур                            | 13 мая 2010      | 6025        | 6.60                |
| Майкл удивительно веселый, узнав плохие новости о Донне. В офисе появился доносчик, который рассказал прессе о самовозгорании принтеров. Между тем Анжела берет расследование в свои руки, когда Дуайт отказывается выполнять условия контракта. |            |                                                      |                          |                                      |                  |             |                     |
| 126 | 26         | «Whistleblower» «Информатор»                         | Пол Либерштейн           | Уоррен Либерштейн и Халстед Салливан | 20 мая 2010      | 6026        | 6.60                |
| Пресса узнает, что принтеры Sabre самовозгораются, и Джо подозревает, что внутри компании завёлся информатор. |            |                                                      |                          |                                      |                  |             |                     |

### Сезон 7 (2010—2011)
5 марта 2010 года компания NBC объявила о выходе седьмого сезона. Сериал продлили ещё на 26 эпизодов. Премьера сезона состоялась 23 сентября 2010 года, сезон закончился 19 мая 2011 года. 28 июня 2010 Стив Каррел объявил, что не собирается продлевать свой контракт и покинет сериал до конца сезона.
Пэм меняет профессию и становится офисным администратором. Дуайт покупает здание, где находится офис, и начинает экономить на всём. После продолжительного флирта с Энди Эрин неожиданно начинает встречаться с Гейбом. Главная сюжетная линия сезона — Тоби временно покидает офис и его место снова занимает Холли Флэкс. Майкл и Холли снова начинают встречаться и Майкл делает ей предложение. Переживая за здоровье своих родителей, Холли собирается переехать к ним, после чего Майкл решает уйти с работы и уехать вместе с ней.
| № общий | № в сезоне | Название                                                                | Режиссёр          | Автор сценария                       | Дата премьеры    | Произв. код | Зрители в США (млн) |
| --- | ---------- | ----------------------------------------------------------------------- | ----------------- | ------------------------------------ | ---------------- | ----------- | ------------------- |
| 127 | 1          | «Nepotism» «Непотизм»                                                   | Джеффри Блитц     | Дэниел Чун                           | 23 сентября 2010 | 7001        | 8.40                |
| Новый молодой ассистент, которого ненавидит весь офис, оказывается племянником Майкла, и тот наотрез отказывается его увольнять. Дуайт купил здание, в котором находится офис Дандер Миффлин, и Пэм решает его разыграть, поменяв местами кнопки в лифте. Энди злится из-за того, что Эрин начала встречаться с Гейбом. |            |                                                                         |                   |                                      |                  |             |                     |
| 128 | 2          | «Counseling» «Консультирование»                                         | Джеффри Блитц     | Б. Дж. Новак                         | 30 сентября 2010 | 7002        | 7.36                |
| После событий предыдущей серии Тоби проводит с Майклом психологическое консультирование. Дуайт призывает к бойкоту торгового центра, где его не обслужили. Пэм понимает, что профессия продавца не для неё, и решает стать администратором. |            |                                                                         |                   |                                      |                  |             |                     |
| 129 | 3          | «Andy's Play» «Игра Энди»                                               | Джон Стюарт Скотт | Чарли Гранди                         | 7 октября 2010   | 7003        | 6.95                |
| Энди участвует в постановке мюзикла «Суини Тодд» и приглашает всех своих коллег, надеясь впечатлить Эрин, но она не приходит. Майкл злится из-за того, что не мог сам выйти на сцену. |            |                                                                         |                   |                                      |                  |             |                     |
| 130 | 4          | «Sex Ed» «Половое воспитание»                                           | Пол Либерштейн    | Пол Либерштейн                       | 14 октября 2010  | 7004        | 7.36                |
| Майкл приходит на работу с прыщом. Оказывается, что это не прыщ — у Майкла герпес. Он решает обзвонить всех своих бывших подруг. Энди устраивает урок полового воспитания. |            |                                                                         |                   |                                      |                  |             |                     |
| 131 | 5          | «The Sting» «Провокация»                                                | Рэндолл Айнхорн   | Минди Калинг                         | 21 октября 2010  | 7005        | 6.87                |
| Майкл, Дуайт и Джим пытаются раскрыть коронный приём Дэнни Кордрея (Тимоти Олифант), самого лучшего продавца из конкурирующей фирмы. Энди узнаёт, что его бывший однокурсник стал музыкантом, и решает создать группу с Кевином и Деррилом. Джим узнаёт, что Пэм раньше встречалась с Дэнни, а Пэм настаивает на том, что у них было только два свидания. |            |                                                                         |                   |                                      |                  |             |                     |
| 132 | 6          | «Costume Contest» «Конкурс костюмов»                                    | Дин Холланд       | Джастин Спитцер                      | 28 октября 2010  | 7006        | 8.07                |
| В честь Хэллоуина Пэм устраивает конкурс костюмов. Джим интересуется, почему Дэнни не перезвонил Пэм после второго свидания. Майкл узнаёт, что Деррил, вместо того, чтобы обсуждать свои предложения с Майклом, теперь напрямую общается с Гейбом, и обижается на него. |            |                                                                         |                   |                                      |                  |             |                     |
| 133 | 7          | «Christening» «Крестины»                                                | Алекс Хардкасл    | Питер Око                            | 4 ноября 2010    | 7007        | 7.65                |
| Весь офис приходит на крестины дочки Джима и Пэм. Майкл и Энди решают сбежать в Мексику. |            |                                                                         |                   |                                      |                  |             |                     |
| 134 | 8          | «Viewing Party» «Вечер просмотра»                                       | Кен Уиттингем     | Джон Витти                           | 11 ноября 2010   | 7008        | 7.15                |
| Гейб и Эрин приглашают коллег на вечер просмотра новой серии сериала «Хор». Майкл дуется из-за того, что все считают начальником Гейба, а не его. |            |                                                                         |                   |                                      |                  |             |                     |
| 135 | 9          | «WUPHF.com» «ВУФ. ком»                                                  | Дэнни Лейнер      | Аарон Шур                            | 18 ноября 2010   | 7009        | 7.28                |
| Джим узнаёт, что компания установила максимум на годовые комиссионные продавцов и, достигнув этого максимума, теряет охоту работать и решает разыграть Гейба. Райан запускает свой новый сайт WUPHF.com и ищет новых инвесторов. Дуайт устраивает фестиваль соломы на стоянке. |            |                                                                         |                   |                                      |                  |             |                     |
| 136 | 10         | «China» «Китай»                                                         | Чарльз Макдугалл  | Халстед Салливан и Уоррен Либерштейн | 2 декабря 2010   | 7010        | 7.31                |
| Майкл хочет доказать, что он умнее Оскара. Новый хозяин здания, Дуайт, начинает экономить на электричестве и туалетной бумаге и Пэм угрожает ему переездом. Навязчивая дружба Энди надоедает Деррилу. |            |                                                                         |                   |                                      |                  |             |                     |
| 137138 | 1112       | «Classy Christmas»‡ «Рождество со вкусом»                               | Рэйн Уилсон       | Минди Калинг                         | 9 декабря 2010   | 7011 7012   | 7.18                |
| На рождественской вечеринке Тоби объявляет, что его выбрали присяжным в суде по делу Скрентонского Удушителя и в Скрентон скоро вернётся Холли Флэкс. Майкл тут же заставляет Пэм устроить вторую вечеринку в честь Холли, когда та приедет. Джим кидает в Дуайта снежок и тот решает ему отомстить. Майкл огорчается, когда узнаёт, что Холли ещё встречается с Эйджеем, продавцом из филиала Нашуа. |            |                                                                         |                   |                                      |                  |             |                     |
| 139 | 13         | «Ultimatum» «Ультиматум»                                                | Дэвид Роджерс     | Кэрри Кемпер                         | 20 января 2011   | 7013        | 8.26                |
| В прошлой серии Холли объявила Эйджею, что она его бросит, если тот не сделает ей предложение до Нового года, и Майклу не терпится узнать, что из этого вышло. Тем временем Пэм приносит в офис вывеску для новогодних решений. |            |                                                                         |                   |                                      |                  |             |                     |
| 140 | 14         | «The Seminar» «Семинар»                                                 | Б. Дж. Новак      | Стив Хели                            | 27 января 2011   | 7014        | 7.93                |
| Энди устраивает бизнес-семинар. Джим убегает из офиса, когда узнаёт одного из гостей, своего бывшего друга, с которым он поссорился ещё в школе. Эрин играет с Гейбом в «Скрэббл». |            |                                                                         |                   |                                      |                  |             |                     |
| 141 | 15         | «The Search» «Поиск»                                                    | Майкл Спиллер     | Брент Форрестер                      | 3 февраля 2011   | 7015        | 7.29                |
| Майкл и Джим возвращаются от клиента и останавливаются на автозаправке. Пока Майкл в туалете, Джиму звонит тёща и говорит ему, что у его дочки температура. Джим тут же срывается и едет к ней, оставив Майкла (который не взял с собой телефон и кошелёк) на автозаправке. Майкл решает прогуляться по городу. Пока Дуайт, Холли и Эрин ищут его, Пэм устраивает конкурс на лучшую подпись к её рисунку, но Гейб решает изменить правила конкурса. |            |                                                                         |                   |                                      |                  |             |                     |
| 142 | 16         | «PDA» «Ласки в общественном месте»                                      | Грег Дэниелс      | Роберт Падник                        | 10 февраля 2011  | 7017        | 6.90                |
| День святого Валентина. Майкл и Холли начали встречаться, но их постоянные ласки и поцелуи действуют всем на нервы. Джим и Пэм возвращаются с обеденного перерыва пьяными. |            |                                                                         |                   |                                      |                  |             |                     |
| 143 | 17         | «Threat Level Midnight» «Уровень тревоги: Полночь»                      | Такер Гейтс       | Б. Дж. Новак                         | 17 февраля 2011  | 7016        | 6.41                |
| Майкл устраивает показ фильма, который он начал снимать 11 лет тому назад. |            |                                                                         |                   |                                      |                  |             |                     |
| 144 | 18         | «Todd Packer» «Тодд Пэкер»                                              | Рэндолл Айнхорн   | Амели Джилетт                        | 24 февраля 2011  | 7018        | 6.12                |
| Коммивояжёр Тодд Пэкер, старый друг Майкла и любитель пошлого юмора, хочет снова начать работать в офисе. Он совершенно не вписывается в коллектив и даже Майкл это признаёт. Джим и Дуайт решают избавиться от Тодда. |            |                                                                         |                   |                                      |                  |             |                     |
| 145 | 19         | «Garage Sale» «Гаражная распродажа»                                     | Стив Карелл       | Джон Витти                           | 24 марта 2011    | 7019        | 7.07                |
| Пэм устраивает на складе барахолку, в которой участвуют все сотрудники Дандер Миффлин. Дуайт занимается бартером. Холли собирается вернуться к родителям, в штат Колорадо, а Майкл как раз хочет сделать ей предложение. |            |                                                                         |                   |                                      |                  |             |                     |
| 146 | 20         | «Training Day» «Тренинг»                                                | Пол Либерштейн    | Дэниел Чун                           | 14 апреля 2011   | 7020        | 7.87                |
| Майкл собирается уехать в Колорадо вместе с Холли. В офис приходит новый региональный менеджер — Деанжело Викерс (Уилл Феррелл). |            |                                                                         |                   |                                      |                  |             |                     |
| 147 | 21         | «Michael's Last Dundies» «Последние Данди Майкла»                       | Минди Калинг      | Минди Калинг                         | 21 апреля 2011   | 7021        | 6.85                |
| Майкл устраивает свою последнюю церемонию вручения наград «Данди» и тщетно пытается заинтересовать в этом Деанжело. Эрин находит в себе смелость порвать с Гейбом. |            |                                                                         |                   |                                      |                  |             |                     |
| 148149 | 2223       | «Goodbye, Michael»† «Прощай, Майкл»                                     | Пол Фиг           | Грег Дэниелс                         | 28 апреля 2011   | 7022 7023   | 8.42                |
| Майкл говорит всем, что сегодня его предпоследний день на работе, хотя на самом деле он улетает в Колорадо в тот же вечер. Пока он дарит всем подарки и даёт советы на будущее, Энди и Деанжело пытаются удержать его бывших клиентов. Последний эпизод со Стивом Кареллом в главной роли. |            |                                                                         |                   |                                      |                  |             |                     |
| 150 | 24         | «The Inner Circle» «Круг любимчиков»                                    | Мэтт Сон          | Чарли Гранди                         | 5 мая 2011       | 7024        | 6.90                |
| Деанжело показывает своё настоящее лицо и создаёт круг любимчиков. Дуайт даже не пытается скрыть свою неприязнь к нему, а Анжела считает его женоненавистником. Райан, который толком не работает уже два года, притворяется начальником отдела по работе с клиентами. В тот же вечер эксцентричное поведение Деанжело приводит к ужасным последствиям… |            |                                                                         |                   |                                      |                  |             |                     |
| 151 | 25         | «Dwight K. Schrute, (Acting) Manager» «Дуайт К. Шрут, (ИО) менеджер(а)» | Трой Миллер       | Джастин Спитцер                      | 12 мая 2011      | 7025        | 6.45                |
| Дуайт становится ИО менеджера и устанавливает в офисе новые правила, но в тот же самый день, когда в офис собирается приехать Джо, у остальных появляется на него компромат. Тем временем Гейб пытается вернуть Эрин. |            |                                                                         |                   |                                      |                  |             |                     |
| 152153 | 2627       | «Search Committee»‡ «Комитет»                                           | Джеффри Блитц     | Пол Либерштейн                       | 19 мая 2011      | 7026 7027   | 7.29                |
| Оскар сообщает всем в офисе, что жених Анджелы на самом деле гей, и они не знают, сказать ей или нет. Филлис узнаёт, что Эрин может быть её дочерью, и обе ждут результат анализа ДНК. Пэм мешает Криду (который стал ИО менеджера в конце прошлой серии) распугать всех клиентов. Джим, Тоби и Гейб проводят собеседования с кандидатами на пост регионального менеджера, среди которых Фред Генри, Уоррен Баффетт, Мерв Бронт, Роберт Калифорния, Нелли Бёртрам, Дэвид Брент, безымянный кандидат из Фингер-Лейкса, Деррил и Энди. Несмотря на то, что Джо понизила его в прошлой серии, Дуайт также настаивает на собеседовании. |            |                                                                         |                   |                                      |                  |             |                     |

### Сезон 8 (2011—2012)
Сериал продлили ещё на 24 эпизода. Премьера сезона состоялась 22 сентября 2011 года, сезон закончился 10 мая 2012 года. Это первый сезон, где полностью отсутствует бывший главный герой сериала Майкл Скотт.
После событий последней серии предыдущего сезона комитет решил, что новым региональным менеджером станет Роберт Калифорния, но тот уехал во Флориду, убедил Джо Беннет передать фирму ему и, став новым генеральным директором Sabre, назначил новым региональным менеджером Энди Бернарда. Главные сюжетные линии сезона: Энди пытается утвердиться на новой должности. Пэм и Анжела беременны. Расставшись с Гейбом, Эрин снова хочет встречаться с Энди, но у него уже есть девушка. Дуайт перестаёт интересоваться местом регионального менеджера и начинает целиться выше. Sabre начинает выпускать мобильные телефоны и планшеты (став в какой-то степени пародией на Apple) и во второй половине сезона команда из Скрентона открывает в Таллахасси первый фирменный магазин. После того, как Энди уезжает по личным делам на пару недель, он обнаруживает, что его место на работе уже заняла подруга Джо Беннетт, Нелли Бёртрам. В последних сериях сезона, он пытается вернуть себе должность регионального менеджера любой ценой.
| № общий | № в сезоне | Название                                                              | Режиссёр           | Автор сценария                       | Дата премьеры    | Произв. код | Зрители U.S. (млн) |
| --- | ---------- | --------------------------------------------------------------------- | ------------------ | ------------------------------------ | ---------------- | ----------- | ------------------ |
| 154 | 1          | «The List» «Список»                                                   | Б. Дж. Новак       | Б. Дж. Новак                         | 22 сентября 2011 | 8002        | 7.64               |
| Роберт случайно оставляет на столе Эрин свою записную книжку, в которой Эрин находит список имён всех сотрудников офиса, разделённых на две колонки. Пока весь офис размышляет над тем, что это может значить, Энди пытается найти с Робертом общий язык и выпросить у него выходной для всего коллектива. |            |                                                                       |                    |                                      |                  |             |                    |
| 155 | 2          | «The Incentive» «Стимул»                                              | Чарльз Макдугалл   | Пол Либерштейн                       | 29 сентября 2011 | 8001        | 6.70               |
| Роберт даёт Энди задание увеличить объём продаж. Энди решает устроить раздачу призов для самых успешных продавцов, даже не представляя, во что это ему обойдётся. Тем временем Деррил ждёт визита своей бывшей жены, а Дуайт решает изменить своё отношение к тому, что пост менеджера достался не ему. |            |                                                                       |                    |                                      |                  |             |                    |
| 156 | 3          | «Lotto» «Лото»                                                        | Джон Красински     | Чарли Гранди                         | 6 октября 2011   | 8005        | 5.82               |
| Рабочие склада выигрывают в лотерею и увольняются, их место временно занимают Джим, Дуайт, Эрин и Кевин. Энди приходится найти новых рабочих и подбодрить Деррила, у которого началась депрессия. |            |                                                                       |                    |                                      |                  |             |                    |
| 157 | 4          | «Garden Party» «Приём на открытом воздухе»                            | Дэвид Роджерс      | Джастин Спитцер                      | 13 октября 2011  | 8004        | 6.08               |
| Энди устраивает приём на ферме Дуайта и приглашает на него Роберта и своих родителей. Дуайт старается устроить изысканное мероприятие, но книгу, советам которой он следует, на самом деле написал Джим, с расчётом на то, что Дуайт её купит. Гейб пытается подлизаться к Роберту. |            |                                                                       |                    |                                      |                  |             |                    |
| 158 | 5          | «Spooked» «Испуганные»                                                | Рэндолл Айнхорн    | Кэрри Кемпер                         | 27 октября 2011  | 8006        | 5.53               |
| Энди поручает Эрин устроить вечеринку в честь Хеллоуина. После замечания Роберта о том, что вечеринка кажется ему детской, она просит Гейба помочь ей сделать её более «взрослой», но явно перегибает палку. Дуайт находит общий язык с сыном Роберта, Джим узнаёт, что Пэм верит в привидений, а Роберт пытается узнать, чего больше всего боятся его подчинённые. |            |                                                                       |                    |                                      |                  |             |                    |
| 159 | 6          | «Doomsday» «Судный день»                                              | Трой Миллер        | Дэниел Чун                           | 3 ноября 2011    | 8003        | 6.15               |
| Роберт делает Энди замечание по поводу всех ошибок, которые совершают сотрудники офиса. Дуайт запускает в сеть программу (которую все остальные называют «Машиной Судного дня»), которая отслеживает все ошибки и, после пяти ошибок за один день, отправит Роберту по электронной почте достаточно компромата, чтобы тот закрыл филиал и уволил всех. Гейб и Деррил влюбляются в Вэл, новую рабочую на складе. |            |                                                                       |                    |                                      |                  |             |                    |
| 160 | 7          | «Pam's Replacement» «Замена Пэм»                                      | Мэтт Сон           | Эллисон Силверман                    | 10 ноября 2011   | 8007        | 5.96               |
| Пэм переживает по поводу своей внешности. В офис приходит Кети Симмс (Линдси Броуд), которая заменит Пэм во время её отпуска по беременности, и Пэм кажется, что она нравится Джиму. Она просит Дуайта помочь ей в этом убедиться. Энди, Деррил и Кевин приглашают в свой музыкальный коллектив Роберта, но тот начинает приводить в него всё больше и больше своих знакомых. |            |                                                                       |                    |                                      |                  |             |                    |
| 161 | 8          | «Gettysburg» «Геттисберг»                                             | Джеффри Блитц      | Роберт Падник                        | 17 ноября 2011   | 8008        | 5.50               |
| Энди устраивает поездку в Геттисберг. Роберт принимает Кевина за гения. |            |                                                                       |                    |                                      |                  |             |                    |
| 162 | 9          | «Mrs. California» «Миссис Калифорния»                                 | Чарли Гранди       | Дэн Грини                            | 1 декабря 2011   | 8009        | 5.71               |
| Роберт приводит в офис свою жену и просит Энди её не нанимать, так как сам боится что-либо сказать ей в лицо. Дуайт открывает тренажёрный зал. |            |                                                                       |                    |                                      |                  |             |                    |
| 163 | 10         | «Christmas Wishes» «Рождественские желания»                           | Эд Хелмс           | Минди Калинг                         | 8 декабря 2011   | 8010        | 5.79               |
| Рождество. Энди приводит в офис свою девушку, Джессику. Эрин этого не выдерживает и напивается. Энди запрещает Джиму и Дуайту разыгрывать друг друга и Дуайт пытается подставить Джима. |            |                                                                       |                    |                                      |                  |             |                    |
| 164 | 11         | «Trivia» «Викторина»                                                  | Б. Дж. Новак       | Стив Хели                            | 12 января 2012   | 8011        | 5.90               |
| Оскар участвует в интеллектуальной викторине и Энди предлагает всем остальным поучаствовать. Дуайт решает изменить ход своей карьеры и едет во Флориду на собеседование с Робертом. |            |                                                                       |                    |                                      |                  |             |                    |
| 165 | 12         | «Pool Party» «Вечеринка у бассейна»                                   | Чарльз Макдугалл   | Оуэн Элликсон                        | 19 января 2012   | 8012        | 6.02               |
| Роберт развёлся с женой и решил продать свой особняк. Кевин уговаривает его устроить в нём вечеринку. На ней Эрин флиртует с Дуайтом, пытаясь заставить Энди ревновать. |            |                                                                       |                    |                                      |                  |             |                    |
| 166 | 13         | «Jury Duty» «Обязанность присяжного»                                  | Эрик Аппель        | Аарон Шур                            | 2 февраля 2012   | 8013        | 5.31               |
| Джим был присяжным в суде и неделю не был на работе. Дуайт подозревает его в том, что он вместо участия в суде прогуливал работу. Анжела родила ребёнка на месяц раньше, но этот ребёнок оказался не только не недоношенным, но ещё и подозрительно похожим на Дуайта. |            |                                                                       |                    |                                      |                  |             |                    |
| 167 | 14         | «Special Project» «Спецпроект»                                        | Дэвид Роджерс      | Амели Джилетт                        | 9 февраля 2012   | 8014        | 5.19               |
| Энди отправляет Дуайта в Таллахасси: он будет участвовать в создании первого магазина Sabre (пародия на Apple Store). Дуайту предстоит выбрать команду, которая поедет с ним, но Энди не может отпустить с ним кого угодно. Пэм возвращается на работу. В итоге во Флориду вместе с Дуайтом уезжают Джим, Стэнли, Райан, Эрин и Кети. Кети хочет во время поездки соблазнить Джима, а Эрин решает уехать из Скрентона навсегда. |            |                                                                       |                    |                                      |                  |             |                    |
| 168 | 15         | «Tallahassee» «Таллахасси»                                            | Мэтт Сон           | Дэниел Чун                           | 16 февраля 2012  | 8015        | 4.38               |
| Без Эрин в офисе некому отвечать по телефону. Энди сначала пытается заставить это делать Пэм, но потом начинает это делать сам и в итоге начинает делать работу Эрин. Пэм волнуется за то, что ему это почему-то нравится. Тем временем в Таллахасси Дуайт встречается с новым директором по спецпроектам, Нелли Бёртрам, которая была одним из кандидатов на пост регионального менеджера в конце седьмого сезона, и бывшим коммивояжёром Тоддом Пэкером, которого он с Джимом когда-то пытался уволить. Когда Нелли объявляет место вице-директора открытым, Дуайт и Тодд оба проявляют интерес.                                                               |            |                                                                       |                    |                                      |                  |             |                    |
| 169 | 16         | «After Hours» «После работы»                                          | Брайан Баумгартнер | Халстед Салливан и Уоррен Либерштейн | 23 февраля 2012  | 8016        | 5.02               |
| В Скрентоне весь коллектив работает до вечера. Энди заказывает ужин, но его приносит парень Вэл, который тут же прилюдно обвиняет Деррила в том, что тот спит с его девушкой. В Таллахасси, Тодд решает пробиться на пост вице-директора через постель и в открытую заигрывает с Нелли, чего Дуайт не может допустить. Эрин предлагает Райану остаться в Таллахасси вместе с ней. Кети приходит к Джиму с явным намерением с ним переспать и он пытается её выгнать. |            |                                                                       |                    |                                      |                  |             |                    |
| 170 | 17         | «Test the Store» «Тестовый запуск магазина»                           | Брент Форрестер    | Минди Калинг                         | 1 марта 2012     | 8017        | 4.95               |
| В Скрентоне Энди приходит на работу с синяком и врёт, что его избили бандиты, хотя на самом деле его ударила школьница. Тоби проводит курс самозащиты. В Таллахасси Дуайт открывает магазин Sabre. Райан готовит эффектную презентацию в стиле Стива Джобса, но в последний момент паникует и уезжает домой. Дуайт становится вице-директором по спецпроектам. |            |                                                                       |                    |                                      |                  |             |                    |
| 171 | 18         | «Last Day in Florida» «Последний день во Флориде»                     | Мэтт Сон           | Роберт Падник                        | 8 марта 2012     | 8018        | 4.89               |
| В Скрентоне, Деррил продаёт печенье вместо его дочери, но у него появляется конкурент — дочка Тоби тоже записалась в скауты. Оба соревнуются за Кевина, который в этом году решил купить больше 100 коробок печенья. Энди узнаёт о решении Эрин. В Таллахасси, Роберт говорит Джиму, что магазин Sabre — очень плохая идея и что он намерен его закрыть и уволить Дуайта на следующем совещании. Пэм уговаривает Джима не оставлять его в беде и он решает помешать Дуайту прийти на совещание любой ценой. |            |                                                                       |                    |                                      |                  |             |                    |
| 172 | 19         | «Get the Girl» «Заполучить девушку»                                   | Рэйн Уилсон        | Чарли Гранди                         | 15 марта 2012    | 8019        | 4.87               |
| Энди едет за Эрин в Таллахасси. В его отсутствие Роберт приводит в офис Нелли. Нелли тут же замечает свободное место в кабинете Энди и занимает его. Она начинает вести себя так, как будто место регионального менеджера принадлежит ей, и предлагает повысить зарплату всем, кто признает её как начальника. Пока Роберт с интересом наблюдает происходящее, Джим и Пэм пытаются дозвониться до Энди. |            |                                                                       |                    |                                      |                  |             |                    |
| 173 | 20         | «Welcome Party» «Приветственная вечеринка»                            | Эд Хелмс           | Стив Хели                            | 12 апреля 2012   | 8020        | 4.39               |
| Роберт заставляет комитет по организации вечеринок устроить праздник для Нелли и посылает Джима и Дуайта помочь ей с переездом. Комитет по организации вечеринок решает устроить провальную вечеринку. Энди возвращается из Флориды с Эрин и приезжает к Джессике с намерением с ней порвать, но приезжает явно не в самый подходящий момент. |            |                                                                       |                    |                                      |                  |             |                    |
| 174 | 21         | «Angry Andy» «Злой Энди»                                              | Клэр Сканлон       | Джастин Спитцер                      | 19 апреля 2012   | 8021        | 4.35               |
| Пэм знакомит Келли со своим педиатром, Рави (Сендхил Рамамурти) и Райан начинает ревновать. Вопреки мнению всех коллег (и усилиям Пэм) он пытается удержать Келли. Энди и Эрин возвращаются на работу. Энди просит Нелли освободить его кабинет, но она наотрез отказывается это делать и даже Роберт не находит в себе силы её выгнать. К тому же на следующий день в офисе узнают, что у Энди импотенция. Всё это приводит к тому, что у него снова появляются проблемы с обузданием гнева… |            |                                                                       |                    |                                      |                  |             |                    |
| 175 | 22         | «Fundraiser» «Вечер благотворительности»                              | Дэвид Роджерс      | Оуэн Элликсон                        | 26 апреля 2012   | 8022        | 4.17               |
| Муж Анджелы, Роберт Липтон, устраивает вечер благотворительности. Эрин приводит на него безработного Энди, который пытается показать, что увольнение его не сломило, и в то же время постоянно пытается унизить Роберта Калифорнию. Оскар думает, что Роберт Липтон с ним заигрывает. Дуайт участвует в тихом аукционе, не понимая, что это такое. Нелли пытается подружиться с Деррилом. |            |                                                                       |                    |                                      |                  |             |                    |
| 176 | 23         | «Turf War» «Война за территорию»                                      | Дэниел Чун         | Уоррен Либерштейн и Халстед Салливан | 3 мая 2012       | 8023        | 4.44               |
| Напившись, Роберт закрывает один из филиалов Dunder Mifflin. За самого большого бывшего клиента того филиала соревнуются Джим и Дуайт, продавец из филиала в Сиракьюсе Гарри Джанерон и Энди, который хочет переманить клиента к себе, чтобы потом вынудить Роберта нанять его обратно. Тем временем Роберт узнаёт, что когда он был пьян, он позвонил Нелли. Он поручает Пэм узнать у неё, что именно он ей сказал. В конце серии Энди переманивает клиента к себе, но когда он звонит Роберту, его шантаж не срабатывает. Тогда он обращается с деловым предложением к бывшему финансовому директору Dunder Mifflin, а теперь мультимиллионеру Дэвиду Уоллесу… |            |                                                                       |                    |                                      |                  |             |                    |
| 177 | 24         | «Free Family Portrait Studio» «Бесплатная студия семейной фотографии» | Б. Дж. Новак       | Б. Дж. Новак                         | 10 мая 2012      | 8024        | 4.49               |
| Энди приходит в офис переодетым в уборщика и, притворяясь пьяным и отчаянным, с надеждой произвести впечатление, когда в офис заглянет Дэвид Уоллес, объявит, что выкупил компанию Dunder Mifflin у Sabre, и вернёт ему должность менеджера. Но он начинает заигрываться, люди начинают считать его психом, а Дэвида всё нет и нет… Дуайт предлагает сотрудникам фирм, расположенным в его здании, снять бесплатные семейные фотографии, с намерением взять образец ДНК ребёнка Анджелы и получить доказательство, что именно он является его отцом. |            |                                                                       |                    |                                      |                  |             |                    |

### Сезон 9 (2012—2013)
Сериал продлили ещё на 22 эпизода. Премьера сезона состоялась 20 сентября 2012 года, сезон закончился 16 мая 2013 года. 21 августа 2012 года продюсер и создатель американской версии Грэг Дэниэлс объявил, что девятый сезон станет для сериала последним.
Летом 2012 года было анонсировано, что Пол Либерштейн, Минди Калинг и Б. Дж. Новак, продюсеры и актёры сериала (играющие соответственно Тоби Флендерсона, Келли Капур и Райана Ховарда) не будут работать над девятым сезоном в качестве сценаристов и продюсеров. Калинг и Новак также покинули сериал как актёры. Либерштейн и актёр Рэйнн Уилсон начали работу над спин-оффом про Дуайта Шрута и рассчитывали на то, что Дуайт покинет сериал в середине сезона, но новый сериал отменили после съёмки пилотной серии. Отредактированная версия этой серии была показана как обычная серия «Офиса» 14 марта 2013 года
Главные сюжетные линии сезона: Джим решает уйти с работы, чтобы создать новую фирму со своими друзьями из колледжа и ради работы переехать в Филадельфию, но его планы не устраивают Пэм. Дуайт пытается вернуть Анжелу. Семья Энди теряет всё своё состояние и Энди решает в последний раз прокатиться на семейной лодке, ради чего он покидает офис на три месяца (на самом деле исполнитель роли Эд Хелмс на время покинул сериал ради съёмки в фильме Мальчишник: Часть III). В его отсутствие Эрин влюбляется в нового сотрудника Пита. После девяти лет съёмка документального фильма про офис наконец-то подходит к концу и его скоро покажут по телевизору.
| № общий | № в сезоне | Название                                                   | Режиссёр          | Автор сценария                       | Дата премьеры    | Произв. код | Зрители U.S. (млн) |
| --- | ---------- | ---------------------------------------------------------- | ----------------- | ------------------------------------ | ---------------- | ----------- | ------------------ |
| 178 | 1          | «New Guys» «Новички»                                       | Грег Дэниелс      | Грег Дэниелс                         | 20 сентября 2012 | 9001        | 4.28               |
| Келли Капур и Райан Ховард больше не работают в «Дандер-Миффлин». Вместо них пришли новые сотрудники Кларк (Кларк Дюк) и Пит (Джек Лэйси), которых весь офис тут же начинает называть «новый Дуайт» и «новый Джим». Дуайт и Джим не принимают это близко к сердцу, но вскоре Дуайт начинает считать Кларка своим соперником, а Джим постоянно пытается найти что-то общее между собой и Питом, но то, что он находит, заставляет его задуматься о своей жизни. Энди возвращается с тренинга более решительным человеком. Он говорит Тоби, что хочет уволить Нелли (которая уговорила его не увольнять её, когда он снова стал менеджером) под любым предлогом, но тот отказывается ему помочь. Тогда Энди решает испортить Нелли жизнь.           |            |                                                            |                   |                                      |                  |             |                    |
| 179 | 2          | «Roy's Wedding» «Свадьба Роя»                              | Мэтт Сон          | Эллисон Силверман                    | 27 сентября 2012 | 9002        | 4.13               |
| Джим и Пэм приглашены на свадьбу Роя, бывшего жениха Пэм. Рой решил раскрыл своей невесте небольшой секрет, что заставило Пэм задуматься, знают ли они с Джимом все друг о друге. В это время в тайне от Пэм Джим открывает бизнес со своим другом по колледжу. Нелли организует благотворительный проект, но Дуайт отказывается в нём участвовать и выбирает пожертвование талибам. Нелли предлагает ему подписать контракт и жить по правилам талибов в офисе. Кларк пытается соблазнить Эрин, пригласив её на фальшивое прослушивание ведущей новостей к себе в квартиру. Пит пытается ему помешать, убедив Энди прийти на «прослушивание» в качестве помощника.                                                                               |            |                                                            |                   |                                      |                  |             |                    |
| 180 | 3          | «Andy's Ancestry» «Родословная Энди»                       | Дэвид Роджерс     | Джонатан Грин и Гейб Миллер          | 4 октября 2012   | 9003        | 4.14               |
| Эрин хочет вписаться в семью Энди, выучив второй язык. Дуайт предлагает ей выучить Дотракийский (выдуманный язык из телесериала «Игра престолов»). По просьбе Энди Нелли сделала его фамильное древо, в котором указано, что он — дальний родственник Мишель Обама, из-за чего Энди начинает вести себя заносчиво. Также Нелли просит Пэм помочь с её экзаменом по вождению. Во время поездки Пэм рассказывает о своих подозрениях насчет Джима и Нелли думает, что Джим ей изменяет. |            |                                                            |                   |                                      |                  |             |                    |
| 181 | 4          | «Work Bus» «Офис на колесах»                               | Брайан Крэнстон   | Брент Форрестер                      | 18 октября 2012  | 9004        | 4.28               |
| Из-за риска магнитных облучений в офисе Дуайт закрывает здание на неделю и организует временное рабочее место в автобусе. Нелли хочет усыновить ребёнка и просит Эрин помочь с характеристикой, но Энди отказывается подписывать её. Джим хочет сделать что-нибудь приятное для Пэм и предлагает поехать в «Лавку Лаверн» и поесть пирога. В итоге за пирогами едет весь офис. |            |                                                            |                   |                                      |                  |             |                    |
| 182 | 5          | «Here Comes Treble» «Хор»                                  | Клэр Сканлон      | Оуэн Элликсон                        | 25 октября 2012  | 9006        | 4.00               |
| Хэллоуин в офисе. Энди приглашает хор-акапелла «Here Comes Treble», в котором он раньше пел. Он рассердился, узнав, что его друг по колледжу, Брокколи Роб, по-другому рассказал историю хора. Дуайт находит таблетку успокоительного и пытается найти больного в офисе. У Джима и Пэм возникает ссора из-за новой работы Джима. |            |                                                            |                   |                                      |                  |             |                    |
| 183 | 6          | «The Boat» «Лодка»                                         | Джон Красински    | Дэн Стерлинг                         | 8 ноября 2012    | 9007        | 4.83               |
| Энди пытается помочь своей семье, когда отец теряет все деньги, но не хочет продавать свою любимую лодку. Дуайта пригласили на радиошоу, но его внезапно отменили. Коллеги решают устроить шутку, чтобы Дуайт не расстроился. Кевин узнает тайну Оскара. |            |                                                            |                   |                                      |                  |             |                    |
| 184 | 7          | «The Whale» «Кит»                                          | Родмен Флендер    | Кэрри Кемпер                         | 15 ноября 2012   | 9008        | 4.16               |
| Дуайт получает задание продать бумагу женщине из другой компании. Женщины офиса учат Дуайта, как общаться с противоположным полом. Анджела подозревает мужа Роберта Липтона в измене и просит Оскара помочь за ним пошпионить во время его занятий йогой. Тоби, Кларк и Пит отращивают усы для участия в благотворительной акции «Movember». |            |                                                            |                   |                                      |                  |             |                    |
| 185 | 8          | «The Target» «Мишень»                                      | Брент Форрестер   | Грэм Вагнер                          | 29 ноября 2012   | 9009        | 3.88               |
| Узнав об измене мужа, Анджела просит Дуайта помочь ей. Джим приглашает Стэнли и Филлис на ужин, чтобы они заменили его на работе. Пэм начала рисовать фреску на складе, а Пит нашёл удачное применение карточкам для жалоб. |            |                                                            |                   |                                      |                  |             |                    |
| 186 | 9          | «Dwight Christmas» «Рождество Дуайта»                      | Чарльз Макдугалл  | Роберт Падник                        | 6 декабря 2012   | 9010        | 4.16               |
| Комитет по организации вечеринок забывает устроить рождественский корпоратив и Дуайт устраивает в офисе рождественский вечер в традициях его семьи. Деррил думает, что Джим забыл о своём обещании нанять его в свою новую фирму, Тоби надоедает Нелли своим рассказом о том, как он был присяжным по делу Скрентонского Удушителя, а Пит показывает Эрин свой любимый фильм. |            |                                                            |                   |                                      |                  |             |                    |
| 187 | 10         | «Lice» «Вши»                                               | Родмен Флендер    | Ники Шварц-Райт                      | 10 января 2013   | 9011        | 4.54               |
| Пэм приносит вшей в офис, но все подозревают в этом Мередит. Джим играет в баскетбол с потенциальным инвестором, баскетболистом Джулиусом Ирвингом. Деррил расстаётся с Вэл, а Нелли, Филлис и Кевин пытаются убедить их снова стать парой. |            |                                                            |                   |                                      |                  |             |                    |
| 188 | 11         | «Suit Warehouse» «Магазин костюмов»                        | Мэтт Сон          | Дэн Грини                            | 17 января 2013   | 9012        | 4.15               |
| Чтобы убедить директора магазина костюмов «Stone & Son» стать их клиентом, Дуайт и Кларк притворяются отцом и сыном. Деррил проходит собеседование в новой фирме Джима. Тем временем, испытывая новую кофеварку, все остальные перепивают кофе и в офисе начинается хаос. |            |                                                            |                   |                                      |                  |             |                    |
| 189 | 12         | «Customer Loyalty» «Лояльность клиента»                    | Келли Кантли      | Джонатан Грин и Гейб Миллер          | 24 января 2013   | 9013        | 4.19               |
| Потеряв инвестора, Джим вынужден остаться в Филадельфии на некоторое время и пропускает спектакль, в котором играет его дочь. Дуайт пытается помешать Деррилу уйти из Dunder-Mifflin. Все в офисе узнают о романе Пита и Эрин. В конце серии Пэм ссорится с Джимом и, со слезами на глазах, напрямую обращается к съёмочной группе, которая в первый раз за всю историю сериала появляется в кадре. Брайан (Крис Диамантопулос), микрофонный оператор, просит остальных прекратить съёмку и утешает Пэм. |            |                                                            |                   |                                      |                  |             |                    |
| 190 | 13         | «Junior Salesman» «Младший продавец»                       | Дэвид Роджерс     | Кэрри Кемпер                         | 31 января 2013   | 9014        | 4.45               |
| Так как у Джима теперь неполный рабочий день, Дэвид Уоллес поручает Дуайту найти нового продавца, который будет его заменять. Дуайт устраивает собеседования для всех своих друзей и знакомых, но отказывается дать шанс Кларку. |            |                                                            |                   |                                      |                  |             |                    |
| 191 | 14         | «Vandalism» «Вандализм»                                    | Ли Кёрк           | Оуэн Элликсон                        | 31 января 2013   | 9015        | 3.97               |
| Кто-то обрисовывает фреску на складе, Пэм, Дуайт и Нелли ищут того, кто это сделал. Анжела приглашает Оскара на приём, который устроил её муж Роберт Липтон. Джим и Деррил снимают квартиру, и беспорядочность Джима действует Деррилу на нервы. |            |                                                            |                   |                                      |                  |             |                    |
| 192 | 15         | «Couples Discount» «Скидка для пар»                        | Трой Миллер       | Эллисон Силверман                    | 7 февраля 2013   | 9016        | 4.15               |
| В последний день без начальника, все отправляются в торговый центр. Когда они возвращаются на работу, их ждёт сюрприз: Энди вернулся на день раньше. В офис скоро должен прийти Дэвид Уоллес и Энди хочет скрыть от него, что его три месяца не было на работе. Эрин решает с ним порвать и случайно выдает его Уоллесу. Тем временем Пэм и Джим обедают с Брайаном (которого уволили в серии «Вандализм»). Джим узнаёт о близости Пэм и Брайана и обижается на неё. |            |                                                            |                   |                                      |                  |             |                    |
| 193 | 16         | «Moving On»‡ «Продолжать жить дальше»                      | Джон Фавро        | Грэм Вагнер                          | 14 февраля 2013  | 9017        | 4.06               |
| Дэвид Уоллес не увольняет Энди, но предупреждает его, что они теперь ничего друг другу не должны и что он больше не даст ему никаких поблажек. Энди узнаёт, что Эрин встречается с Питом, и решает испортить им жизнь, наняв на работу Гейба Луиса и бывшую девушку Пита. Дуайт просит Анжелу помочь ухаживать за своей старой тётей. Пэм пытается устроиться на работу в Филадельфии и обнаруживает, что её потенциальный начальник ведёт себя точь-в-точь как Майкл Скотт. |            |                                                            |                   |                                      |                  |             |                    |
| 194 | 17         | «The Farm» «Ферма»                                         | Пол Либерштейн    | Пол Либерштейн                       | 14 марта 2013    | 9005        | 3.54               |
| Тётя Дуайта умирает и оставляет ему, его брату Джебу и его сестре Фэнни свою ферму. В офис приходит бывший коммивояжёр Тодд Пэкер и угощает всех пирожными в знак примирения. Пэм пытается уговорить остальных их не есть. |            |                                                            |                   |                                      |                  |             |                    |
| 195 | 18         | «Promos» «Рекламные ролики»                                | Дженнифер Челотта | Тим МакОлиффи                        | 4 апреля 2013    | 9018        | 3.44               |
| Кларк убеждён, что новая пассия Дуайта встречается с ним только ради денег. Джим и Деррил проводят собеседование с новым потенциальным инвестором, бейсболистом Райаном Ховардом. Оскар показывает коллегам рекламные ролики документального фильма про офис. Их радость вскоре перерастает в панику, когда они понимают, сколько именно из их личной жизни скоро станет достоянием общественности. Пэм осознаёт, что Джим сильно изменился за последние девять лет. Энди ругается с интернет-троллями. |            |                                                            |                   |                                      |                  |             |                    |
| 196 | 19         | «Stairmageddon» «Лестничный Армагеддон»                    | Мэтт Сон          | Дэн Стерлинг                         | 11 апреля 2013   | 9019        | 3.83               |
| В офисе ломается лифт. Дуайт заставляет Стэнли помочь ему заключить важную сделку. Джим и Пэм обсуждают свои проблемы с Тоби и Нелли. |            |                                                            |                   |                                      |                  |             |                    |
| 197 | 20         | «Paper Airplane» «Бумажный самолётик»                      | Джесси Перетц     | Халстед Салливан и Уоррен Либерштейн | 25 апреля 2013   | 9020        | 3.25               |
| В Офисе проходит соревнование по запуску бумажных самолетиков. Джим и Пэм записались к семейному консультанту. |            |                                                            |                   |                                      |                  |             |                    |
| 198 | 21         | «Livin' the Dream»‡ «Жизнь мечты»                          | Джеффри Блитц     | Ники Шварц-Райт                      | 2 мая 2013       | 9021        | 3.51               |
| Энди понимает, что работа в «Дандер-Миффлин» мешает его творческой карьере, и увольняется. Дэвид Уоллес по совету Джима назначает Дуайта новым региональным менеджером. Анджелу выгнали с её съёмной квартиры и Оскар пытается ей помочь. |            |                                                            |                   |                                      |                  |             |                    |
| 199200 | 2223       | «A.A.R.M.»‡ «Ассистент ассистента регионального менеджера» | Дэвид Роджерс     | Брент Форрестер                      | 9 мая 2013       | 9022 9023   | 4.56               |
| Дуайт назначает Джима своим ассистентом. Вскоре объявляются испытания на должность ассистента Джима, которые способен пройти только Дуайт. Деррил, который ни с кем не попрощался когда ушёл из «Дандер-Миффлин», встречает своих коллег и, пока остальные решают, как достойно его проводить, Пэм начинает мучить совесть из-за того, что она заставила Джима остаться в Скрентоне. Энди проходит свой первый кастинг. В конце серии все собираются в пабе на премьеру документального фильма про офис. |            |                                                            |                   |                                      |                  |             |                    |
| 201202 | 2425       | «Finale»* «Финал»                                          | Кен Куопис        | Грег Дэниелс                         | 16 мая 2013      | 9024 9025   | 5.69               |
| После выхода документального фильма о сотрудниках офиса прошёл год. В Скрентоне организовывается фан-конвенция, на которую приходят многие участники фильма, даже уже давно ушедшие сотрудники. Дуайт и Анджела собираются жениться и Джим делает всё для того, чтобы их свадьба состоялась в лучших условиях: он выдумал предлоги, чтобы перенести свадьбу на тот же день, что и конвенция, организовал Дуайту мальчишник и даже пригласил одного старого друга… тем временем Эрин знакомится со своими настоящими родителями, Тоби боится, что у него нет друзей, Райан снова встречается с Келли, Энди с трудом пытается всех убедить, что видео с кастинга, которое стало интернет-мемом, не сломало ему жизнь, а Крид скрывается от полиции. |            |                                                            |                   |                                      |                  |             |                    |

## Условные обозначения
- ↑ † обозначает удлинённый эпизод (около 28 минут).
- ↑ ‡ обозначает удлинённый эпизод (около 42 минут).
- ↑ * обозначает удлинённый эпизод (около 52 минут).